# Waffen-SS
Waffen-SS era o ramo militar da organização Schutzstaffel (SS) do Partido Nazista. Suas formações incluíam homens da Alemanha Nazista, juntamente com voluntários e recrutas de terras ocupadas e desocupadas.
A Waffen-SS cresceu de três regimentos para mais de 38 divisões durante a Segunda Guerra Mundial e serviu ao lado do Heer (exército regular), Ordnungspolizei (polícia uniformizada) e outras unidades de segurança. Originalmente, estava sob o controle do SS Führungshauptamt (Escritório de Comando Operacional da SS) sob o Reichsführer-SS Heinrich Himmler. Com o início da Segunda Guerra Mundial, o controle tático foi exercido pelo Alto Comando das Forças Armadas (OKW), com algumas unidades subordinadas ao Kommandostab Reichsführer-SS (Comando da Reichsführer-SS) diretamente sob o controle de Himmler.
Inicialmente, de acordo com a política racial da Alemanha Nazista, a associação era aberta apenas a pessoas de origem germânica (a chamada ascendência ariana). As regras foram parcialmente relaxadas em 1940, e depois da Operação Barbarossa em junho de 1941, a propaganda nazista afirmou que a guerra era uma "cruzada européia contra o bolchevismo" e, posteriormente, unidades formadas consistindo em grande ou exclusivamente por  voluntários e recrutas estrangeiros. Essas unidades da SS eram compostas por homens, principalmente étnicos da Europa ocupada pelos nazistas. Apesar do relaxamento das regras, a Waffen-SS ainda era baseado na ideologia racista do nazismo, e os poloneses étnicos (que eram vistos como sub-humanos) eram especificamente impedidos de se formar.
Membros da Waffen-SS estavam envolvidos em inúmeras atrocidades. Nos Julgamentos de Nuremberg no pós-guerra, a Waffen-SS foi considerada uma organização criminosa devido à sua conexão com o Partido Nazista e ao envolvimento direto em inúmeros crimes de guerra e crimes contra a humanidade. Portanto, os membros da Waffen-SS , com exceção dos recrutas, que representavam cerca de um terço dos membros, foram privados de muitos dos direitos concedidos aos veteranos militares.

## Origens (1929-1939)

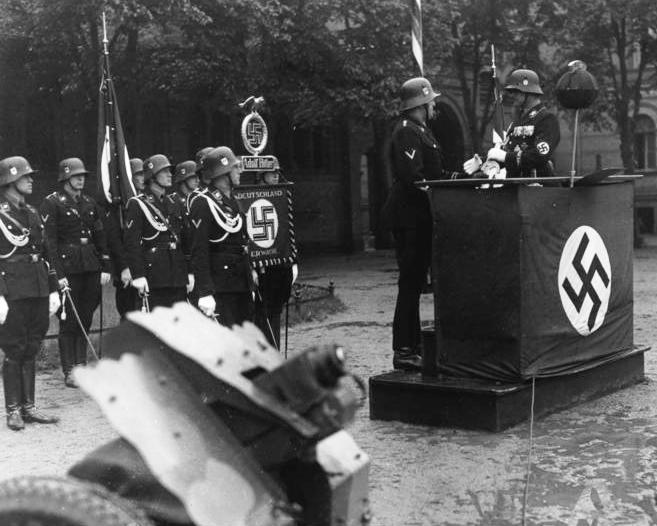
Desfile pelo terceiro aniversário da LSSAH no recinto do quartel com Sepp Dietrich no púlpito, em maio de 1935

As origens da Waffen-SS remontam à seleção de um grupo de 120 homens da Schutzstaffel (SS) em 17 de março de 1933 por Sepp Dietrich para formar o Sonderkommando de Berlim. Em novembro de 1933, a formação tinha 800 homens e, em uma cerimônia comemorativa em Munique pelo décimo aniversário do fracassado Putsch da Cervejaria, o regimento jurou lealdade a Adolf Hitler. Os juramentos dados foram "Prometer lealdade somente a ele" e "Obediência até morte". A formação recebeu o título de Leibstandarte (Regimento de Guarda-Costas) Adolf Hitler (LAH). Em 13 de abril de 1934, por ordem de Heinrich Himmler, o regimento ficou conhecido como Leibstandarte SS Adolf Hitler (LSSAH).
Os Leibstandarte demonstraram lealdade a Hitler em 1934, durante a "Noite das Facas Longas", quando o regime nazista realizou uma série de assassinatos políticos e o expurgo do Sturmabteilung (SA). Liderado por um dos mais antigos camaradas de Hitler, Ernst Röhm, a SA era vista como uma ameaça por Hitler ao seu recém-conquistado poder político. Hitler também queria apaziguar líderes do Reichswehr (Exército da República) e conservadores do país, pessoas cujo apoio Hitler precisava para solidificar sua posição. Quando Hitler decidiu agir contra a SA, a SS foi encarregada de eliminar Röhm e outros oficiais de alto escalão da SA. A Noite das Facas Longas ocorreu entre 30 de junho a 2 de julho de 1934, reivindicando até 200 vítimas e eliminando quase toda a liderança da SA, encerrando efetivamente seu poder. Essa ação foi realizada em grande parte pelo pessoal da SS (incluindo os Leibstandarte) e a Gestapo.
Em setembro de 1934, Hitler autorizou a formação da ala paramilitar do Partido Nazista e aprovou a formação da SS-Verfügungstruppe (SS-VT), uma tropa de serviço especial sob o comando geral de Hitler. A SS-VT tinha que depender do Exército Alemão para o fornecimento de armas e treinamento militar, e seus quadros locais responsáveis por designar recrutas para os diferentes ramos da Wehrmacht para atender às cotas estabelecidas pelo Alto Comando Alemão (em alemão Oberkommando der Wehrmacht; (OKW)); a SS recebeu a menor prioridade para os recrutas.
Mesmo com as dificuldades apresentadas pelo sistema de cotas, Himmler formou dois novos regimentos da SS, a SS Germania e a SS Deutschland, que juntamente com o Leibstandarte e uma unidade de comunicações compuseram o SS-VT. Ao mesmo tempo, Himmler estabeleceu duas escolas SS-Junkerschulen (campos de treinamento de oficiais da SS) que, sob a direção de Paul Hausser, prepararam futuros líderes SS. Além do treinamento militar, os cursos visavam incutir uma visão de mundo ideológica adequada, com o anti-semitismo sendo o princípio principal. Instrutores como Matthias Kleinheisterkamp (um ex-exército e alcoólatra), ou futuros criminosos de guerra, como Franz Magill da notória Brigada de Cavalaria da SS eram de competência questionável.

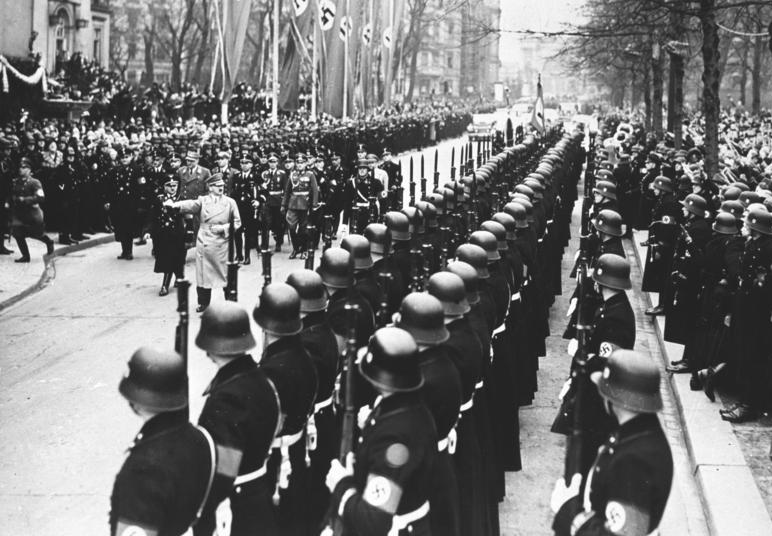
Leibstandarte SS Adolf Hitler desfilando em Berlim, 1938

Em 1934, Himmler estabeleceu requisitos rigorosos para os recrutas. Deveriam ser cidadãos alemães que pudessem provar sua ascendência ariana desde 1800, solteiros e sem antecedentes criminais. Era necessário um compromisso de quatro anos para o SS-VT e LSSAH. Os recrutas tinham que ter entre 17 e 23 anos, pelo menos 1,74 m de altura (1,78 m de altura para o LSSAH). Os guardas dos campos de concentração tiveram que se comprometer por um ano, ter entre 16 e 23 anos e pelo menos 1,72 m de altura. Todos os recrutas foram obrigados a ter visão 20/20, sem obturações dentárias e a fornecer um atestado médico. Em 1938, as restrições de altura foram relaxadas, até seis obturações dentárias foram permitidas e óculos para astigmatismo e correção leve da visão foram permitidos. Uma vez iniciada a guerra, os requisitos físicos não eram mais rigorosamente cumpridos e, qualquer recruta que passasse em um exame médico básico era considerado para o serviço. Membros da SS podiam ser de qualquer religião, exceto judeus, mas ateus não eram permitidos de acordo com Himmler em 1937.
O historiador Bernd Wegner descobriu em seu estudo de oficiais que uma grande maioria dos oficiais superiores da Waffen-SS era de classe média alta e seria considerada para comissionamento pelos padrões tradicionais. Entre os generais posteriores da Waffen-SS, aproximadamente seis em cada dez tinham uma "qualificação para ingresso na universidade (Abitur) e nada menos que um quinto do diploma universitário".
Em 1936, Himmler selecionou o ex-tenente-general Paul Hausser para ser inspetor da SS-VT. Hausser trabalhou para transformar o SS-VT em uma força militar credível, compatível com o exército regular.
Em 17 de agosto de 1938, Hitler declarou que o SS-VT teria um papel nos assuntos internos e externos, que transformaram essa crescente força armada no rival que o exército temia. Decretou que o serviço no SS-VT era qualificado para cumprir as obrigações de serviço militar, embora o serviço no SS-Totenkopfverbände (SS-TV) não o fizesse. Algumas unidades da SS-TV, no caso de guerra, seriam usadas como reservas para o SS-VT, que não possuía reservas próprias. Por todo o seu treinamento, o SS-VT não foi testado em combate. Em 1938, um batalhão de Leibstandarte foi escolhido para acompanhar as tropas do exército na ocupação da Áustria durante o Anschluss, e os três regimentos do SS-VT participaram da ocupação da Região dos Sudetas em outubro. Nas duas ações, nenhuma resistência foi encontrada.
O recrutamento de alemães étnicos de outros países começou em abril de 1940 e as unidades constituídas por recrutas não-germânicos foram formadas a partir de 1942. As unidades não-germânicas não eram consideradas parte da SS, que ainda mantinha seus critérios raciais, mas eram cidadãos estrangeiros servindo sob o comando da SS. Como regra geral, uma "Divisão da SS" era composta por alemães ou outros povos germânicos, enquanto uma "Divisão da SS" era composta por voluntários e recrutas não-germânicos.

## Segunda Guerra Mundial

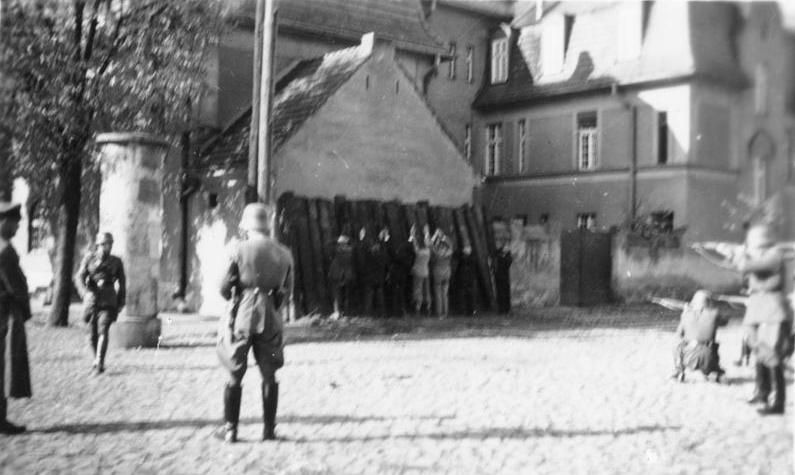
Membros da Einsatzgruppe assassinando civis poloneses em Kórnik logo após o início da Segunda Guerra Mundial na Europa

### 1939

#### Invasão da Polônia
As formações militares de Heinrich Himmler no início da guerra compreendiam vários subgrupos que se tornariam a base da Waffen-SS.
- O Leibstandarte SS Adolf Hitler (LSSAH), sob o então Obergruppenführer[a] Josef "Sepp" Dietrich.[35]
- A Inspetoria de SS-Verfügungstruppe (SS-VT), sob o comando do Gruppenführer Paul Hausser, que comandava os regimentos da Deutschland, Germania e Der Führer. Este último foi recrutado na Áustria após o Anschluss e ainda não estava pronto para o combate.[36]
- A Inspetoria de Campos de Concentração, sob o comando do Gruppenführer Theodor Eicke, que distribuiu quatro infantaria e uma cavalaria Standarten, composta por guardas de campo do SS-Totenkopfverbände (SS-TV). Essas tropas usavam a caveira SS-TV e ossos cruzados em vez das runas SS-VT da "SS".[37]
- Unidades policiais de Obergruppenführer und General der Polizei Kurt Daluege Ordnungspolizei, que se reportavam a Himmler na qualidade de Chefe da Polícia Alemã. Essas tropas usaram patentes e insígnias da polícia, em vez as da Schutzstaffel (SS).[38]

Em agosto de 1939, Adolf Hitler colocou o Leibstandarte e o SS-VT sob o controle operacional do Alto Comando do Exército (OKH). Himmler manteve o comando do Totenkopfstandarten para trabalhar por trás do avanço das unidades de combate no que eufemisticamente chamamos de "tarefas especiais de natureza policial".
Apesar da rápida vitória militar sobre a Polônia em setembro de 1939, o exército regular sentiu que o desempenho do SS-VT deixava muito a desejar; suas unidades correram riscos desnecessários e tiveram uma taxa de baixas maior do que o exército. Eles também afirmaram que o SS-VT era mal treinado e seus oficiais inadequados para o comando de combate. Como exemplo, OKW observou que a Leibstandarte teve que ser resgatada por um regimento do exército depois de ser cercada pelos poloneses em Pabianice. Em sua defesa, a SS insistiu que havia sido prejudicada por ter que lutar aos poucos, em vez de como uma formação, e que estava inadequadamente equipada pelo exército para cumprir seus objetivos. Himmler insistiu que o SS-VT deveria ter permissão para lutar em suas próprias formações sob seus próprios comandantes, enquanto o OKW tentava dissolver o SS-VT por completo. Hitler não estava disposto a perturbar o exército ou Himmler e escolheu um terceiro caminho. Ele ordenou que o SS-VT formasse suas próprias divisões, mas que as divisões ficariam sob o comando do exército. Hitler resistiu em integrar a Waffen-SS ao exército, pois pretendia permanecer como braço armado do Partido Nazista e se tornar uma força policial de elite assim que a guerra fosse vencida.

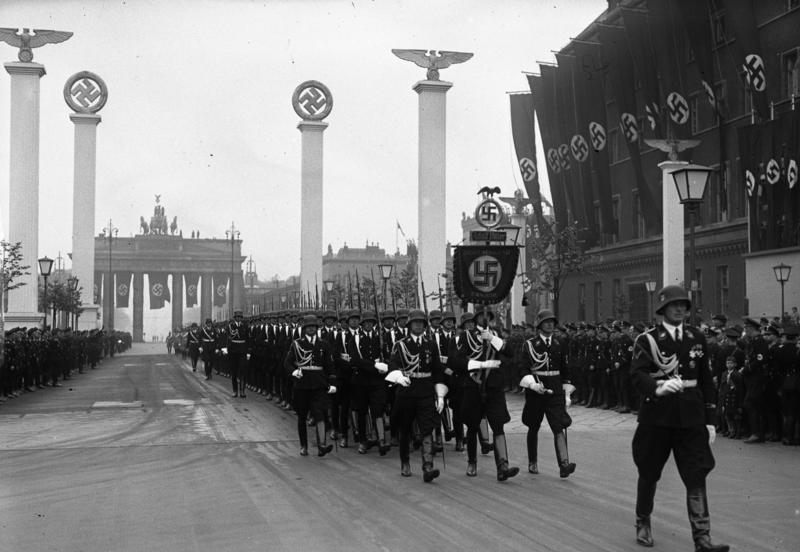
Militares da divisão Leibstandarte SS "Adolf Hitler", no Portão de Brandemburgo, em Berlim, por volta de 1939.

Durante a invasão, crimes de guerra foram cometidos contra o povo polonês. O Leibstandarte se tornou famosa por incendiar vilas sem justificativa militar. Membros da Leibstandarte também cometeram atrocidades em várias cidades, incluindo o assassinato de 50 judeus poloneses em Błonie e o massacre de 200 civis, incluindo crianças, que foram massacrados em Złoczew. Os massacres também ocorreram em Bolesławiec, Torzeniec, Goworowo, Mława e Włocławek. As forças de campo da SS-TV de Eicke não eram militares. "Suas capacidades militares foram empregadas em vez disso para aterrorizar a população civil por meio de atos que incluíam caçar soldados poloneses perdidos, confiscar produtos agrícolas e animais e torturar e assassinar um grande número de líderes políticos poloneses, aristocratas, empresários, padres, intelectuais e judeus". Suas tropas SS-Totenkopfverbände foram chamadas para executar "medidas policiais e de segurança" na retaguarda. O que essas medidas envolveram é demonstrado pelo registro de SS Totenkopf Standarte "Brandenburg". Ele chegou a Włocławek em 22 de setembro de 1939 e embarcou em uma "ação judaica" de quatro dias que incluiu a queima de sinagogas e a execução em massa dos líderes da comunidade judaica. Em 29 de setembro, o Standarte viajou para Bydgoszcz para realizar uma "ação de intelectualidade".

#### Primeiras divisões
Em outubro de 1939, os regimentos Deutschland, Germania e Der Führer foram reorganizados na SS-Verfügungs-Division. O Leibstandarte  permaneceu independente e foi aumentada em força para um regimento motorizado reforçado. Adolf Hitler autorizou a criação de duas novas divisões: a Divisão SS Totenkopf, formada pelo Standarten militarizado do SS-Totenkopfverbände, e a Divisão SS Polizei, formada por membros da força policial nacional. Quase da noite para o dia, a força que o OKW tentou dissolver aumentou de 18.000 para mais de 100.000 homens. Em seguida, Hitler autorizou a criação de quatro batalhões de artilharia motorizada em março de 1940, um para cada divisão e o Leibstandarte. O OKW deveria fornecer artilharia a esses novos batalhões, mas relutou em entregar armas de seu próprio arsenal. As armas chegaram lentamente e, na época da Batalha da França, apenas o batalhão Leibstandarte estava em plena atividade.

### 1940

#### França e os Países Baixos
As três divisões da Schutzstaffel (SS) e a Leibstandarte passaram o inverno de 1939 e a primavera de 1940 treinando e se preparando para a guerra que se aproximava no oeste. Em maio, eles para a frente de combate, e a Leibstandarte foi anexada à 227.ª Divisão de Infantaria do exército. O Regimento Der Führer foi destacado da Divisão SS-Verfügungstruppe (SS-VT) e anexado à 207.ª Divisão de Infantaria. A Divisão SS-VT sem Der Führer estava concentrada perto de Münster, aguardando a invasão dos Países Baixos. As Divisões SS Totenkopf e Polizei foram mantidas na reserva.
Em 10 de maio, o Leibstandarte derrotou os guardas de fronteira neerlandesa para liderar o avanço alemão do X Corpo de Exército nos Países Baixos, ao norte dos rios em direção à Linha Grebbe neerlandesa e, posteriormente, à região de Amsterdã. A Der Führer avançou em direção a Linha Grebbe no setor do Grebbeberg com como objetivo de ir a cidade de Utreque. A Batalha de Grebbeberg durou três dias e afetou o Der Führer. Em 11 de maio, a Divisão SS-VT cruzou para os Países Baixos ao sul dos rios e rumou para Breda. Travou uma série de escaramuças antes que a divisão Germania avançasse para a província neerlandesa da Zelândia em 14 de maio. O resto da Divisão SS-VT se juntou à frente norte contra as forças na Antuérpia. A Leibstandarte, no mesmo dia, entraram em Roterdã. Após a rendição de Roterdã, a Leibstandarte partiu para Haia, onde a alcançou em 15 de maio, capturando 3.500 neerlandeses como prisioneiros de guerra.
Na França, o SS Totenkopf esteve envolvido no único ataque de tanques Aliado na Batalha da França. No dia 21 de maio, unidades da 1.ª Brigada de Tanques do Exército do Reino Unido, apoiadas pela 50.ª Divisão de Infantaria (Nortúmbria), participaram da Batalha de Arras. O SS Totenkopf foi invadido, descobrindo que seu canhão antitanque padrão, o 3.7 cm Pak 36, não era páreo para o tanque britânico Matilda.
Após a rendição neerlandesa, a Leibstandarte se deslocou para o sul, para a França, em 24 de maio. Se Tornando parte do XIX Corpo Panzer sob o comando do general Heinz Guderian, eles assumiram uma posição a 24 km a sudoeste de Dunquerque ao longo da linha do Canal Aa, enfrentando a linha defensiva Aliada perto de Watten. Uma patrulha da Divisão SS-VT cruzou o canal em Saint-Venant, mas foi destruída por blindados britânicos. Uma força maior da Divisão SS-VT cruzou o canal e formou uma cabeça de ponte em Saint-Venant; 48 km de Dunquerque. Naquela noite, o OKW ordenou que o avanço parasse, com a Força Expedicionária Britânica presa. O Leibstandarte fez uma pausa durante a noite. No entanto, no dia seguinte, desafiando as ordens de Adolf Hitler, Sepp Dietrich ordenou que seu III Batalhão cruzasse o canal e assumisse as posições elevadas, onde os observadores da artilharia britânica colocavam o regimento em risco. Eles atacaram essas posições e expulsaram os observadores. Em vez de ser censurado por seu ato de desafio, Dietrich foi condecorado com a Cruz de Cavaleiro da Cruz de Ferro. No mesmo dia, as forças britânicas atacaram Saint-Venant, forçando a Divisão SS-VT a recuar.
Em 26 de maio, o avanço alemão foi retomado. Em 27 de maio, o regimento Deutschland da Divisão SS-VT alcançou a linha defensiva Aliada no Rio Lys em Merville. Eles forçaram uma cabeça de ponte a atravessar o rio e esperaram que a Divisão SS Totenkopf chegasse para cobrir seu flanco. O que chegou primeiro foi uma unidade de tanques britânicos, que penetrou em sua posição. O SS-VT conseguiu segurar a força de tanques britânica, que chegou a 5 metros da posição do comandante Felix Steiner. Apenas a chegada do pelotão Totenkopf Panzerjäger salvou a Deutschland de ser destruída e sua cabeça de ponte perdida.
Naquele mesmo dia, enquanto a Divisão SS Totenkopf avançava perto de Merville, eles encontraram resistência obstinada de unidades do Exército Britânico, o que retardou seu avanço. A Companhia 4 da SS Totenkopf, então, cometeu o massacre de Le Paradis, onde 97 homens capturados do 2.º Batalhão do Regimento Real de Norfolk foram metralhados após a rendição, com os sobreviventes, sendo mortos com baionetas. Apenas 2 homens sobreviveram.
Em 28 de maio, o Leibstandarte conquistou o vilarejo de Wormhout, a apenas 16 km de Dunquerque. Após sua rendição, soldados do 2.º Batalhão do Regimento Real de Warwickshire, junto com algumas outras unidades (incluindo soldados franceses), foram levados para um celeiro em La Plaine au Bois perto de Wormhout e Esquelbecq. Foi lá que as tropas do 2.º Batalhão da Leibstandarte cometeram o massacre de Wormhoudt, onde 80 prisioneiros de guerra britânicos e franceses foram mortos.
Em 30 de maio, os britânicos foram encurralados em Dunquerque e as divisões SS continuaram o avanço para a França. O Leibstandarte alcançou Saint-Étienne, 402 km ao sul de Paris, e avançou mais para a França do que qualquer outra unidade. No dia seguinte, o combate estava praticamente encerrado. As forças alemãs chegaram a Paris sem resistência em 14 de junho e a França se rendeu formalmente em 25 de junho. Hitler expressou sua satisfação com a atuação da Leibstandarte nos Países Baixos e na França, dizendo-lhes: "Doravante será uma honra para vocês, que levam meu nome, liderar todos os ataques alemães."

#### Expansão de 1940
Heinrich Himmler obteve aprovação para que a Waffen-SS formasse seu próprio alto comando, o Kommandoamt der Waffen-SS dentro do SS-Führungshauptamt, que foi criado em agosto de 1940. Recebeu o comando do SS-VT (Leibstandarte e a Verfügungs-Division, rebatizada de Reich) e os regimentos armados da SS-TV (Totenkopf-Division junto com vários Totenkopf-Standarten independentes).
Em 1940, o chefe do estado-maior da Schutzstaffel (SS), Gottlob Berger, abordou Himmler com um plano de recrutar voluntários nas populações de etnia alemã e germânica nos territórios conquistados. A princípio, Adolf Hitler teve dúvidas sobre o recrutamento de estrangeiros, mas foi persuadido por Himmler e Berger. Ele aprovou uma nova divisão a ser formada por estrangeiros com oficiais alemães. Em junho de 1940, voluntários dinamarqueses e noruegueses formaram o Regimento SS Nordland, com voluntários neerlandeses e de Flandres formando o Regimento SS Westland. Os dois regimentos, junto com a Germania (transferida da Divisão Reich), formaram a Divisão SS Wiking. Um número suficiente de voluntários se apresentou exigindo que as SS abrissem um novo campo de treinamento apenas para voluntários estrangeiros em Sennheim, na Alsácia-Lorena.

### 1941
No início do novo ano, a 4ª Divisão SS Polizei foi colocada sob a administração da SS-FHA, embora não fosse formalmente incorporada à Waffen-SS até 1942. Ao mesmo tempo, o Totenkopf-Standarten, além dos três que constituíam a TK-Division, perderam sua designação e insígnia de Caveira da Morte e foram reclassificados como SS-Infanterie- (ou Kavallerie-) Regimente. O 11.º Regimento foi transferido para a Divisão do Reich para substituir a Germania; o restante foi agrupado em três brigadas independentes e um grupo de batalha na Noruega.
Na primavera de 1941, a Waffen-SS consistia no equivalente a seis ou sete divisões: Reich, Totenkopf, Polizei e Divisões Wiking e Kampfgruppe (mais tarde) Nord, e o Leibstandarte, 1.ª Brigada de Infantaria da SS, 2.ª Brigada de Infantaria da SS e Brigadas de Cavalaria da SS.

#### Bálcãs

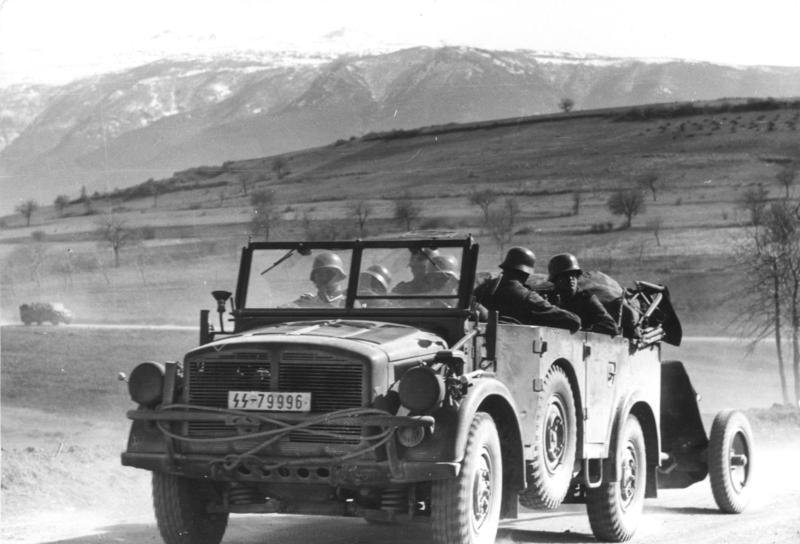
A Divisão Leibstandarte SS Adolf Hitler avançando para os Bálcãs em 1941

Em março de 1941, um grande contra-ataque italiano contra as forças gregas falhou e a Alemanha Nazista veio em auxílio de seu aliado. A Operação Marita começou em 6 de abril de 1941, com tropas alemãs invadindo a Grécia através da Bulgária e da Iugoslávia em um esforço para proteger seu flanco sul.
Reich recebeu ordens de deixar a França e seguir para a Romênia, e a Leibstandarte foi enviada para a Bulgária. O Leibstandarte, ligado ao XXXX Corpo Panzer, avançou a oeste e depois ao sul da Bulgária para as montanhas, e em 9 de abril havia alcançado Prilepo na Iugoslávia, a 48 km da fronteira grega. Mais ao norte, a SS Reich, com o XXXXI Corpo Panzer, cruzou a fronteira romena e avançou em Belgrado, a capital iugoslava. Fritz Klingenberg, comandante de uma companhia Reich, conduziu seus homens a Belgrado, onde um pequeno grupo de vanguarda aceitou a rendição da cidade em 13 de abril. Poucos dias depois, o Exército Real Iugoslavo se rendeu.
O Leibstandarte já havia cruzado para a Grécia e, em 10 de abril, enfrentou a 6.ª Divisão Australiana na Batalha do Passo Klidi. Por 48 horas eles lutaram pelo controle das montanhas, muitas vezes engajados em combate corpo a corpo, eventualmente ganhando o controle com a captura da Pico 997, que abriu a passagem e permitiu ao Exército Alemão avançar para o interior da Grécia. Esta vitória foi elogiada pelo OKW: na ordem do dia foram elogiados por seu "espírito ofensivo inabalável" e informados de que "a presente vitória significa para a Leibstandarte uma nova e imperecível página de honra em sua história".
O Leibstandarte deu continuidade ao avanço em 13 de maio. Quando o Batalhão de Reconhecimento sob o comando de Kurt Meyer foi atacado pelo Exército Grego que defendia a passagem de Klisura, eles romperam a resistência e capturaram 1.000 prisioneiros de guerra ao custo de seis mortos e nove feridos. No dia seguinte, Meyer capturou Castória e fez outros 11.000 prisioneiros de guerra. Em 20 de maio, o Leibstandarte isolou o Exército Grego em retirada de Métsovo e aceitou a rendição do Exército Grego-Épiro-Macedônio. Como recompensa, o Leibstandarte foi nominalmente redesignado como uma divisão totalmente motorizada, embora poucos elementos adicionais tivessem sido adicionados no início da campanha russa e a "Divisão" permanecesse efetivamente uma brigada reforçada.

#### União Soviética
A Operação Barbarossa, a invasão alemã da União Soviética, começou em 22 de junho de 1941, e todas as formações Waffen-SS participaram (incluindo o SS Reich, que foi formalmente renomeado para SS Das Reich no outono de 1941).

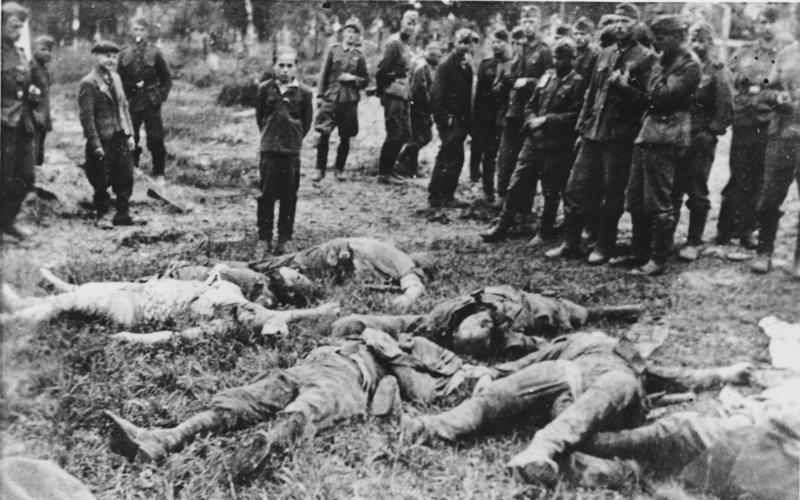
Tropas da Einsatzgruppen observando o assassinato de judeus na vila de Zboriv, Ucrânia, 1941

A Divisão SS Nord, que estava no norte da Finlândia, participou da Operação Arctic Fox com o Exército Finlandês e lutou na batalha de Salla, contra fortes forças soviéticas sofreram 300 mortos e 400 feridos nos primeiros dois dias da invasão. As densas florestas e a fumaça pesada dos incêndios florestais desorientaram as tropas e as unidades da divisão e se desintegraram completamente. No final de 1941, Nord sofreu graves baixas. Durante o inverno de 1941-1942, recebeu substitutos do grupo geral de recrutas da Waffen-SS, que eram supostamente mais jovens e mais bem treinados do que os homens da SS da formação original, que haviam sido retirados em grande parte do Totenkopfstandarten dos guardas dos campos de concentração nazistas.
O resto das divisões e brigadas da Waffen-SS se saíram melhor. As divisões SS Totenkopf e Polizei foram anexadas ao Grupo de Exércitos Norte, com a missão de avançar pelos Países Bálticos e para Leningrado. A Divisão SS Das Reich estava com o Grupo de Exércitos Centro e se dirigia para Moscou. A Divisão SS Wiking e o Leibstandarte estavam com o Grupo de Exércitos Sul, rumando para a Ucrânia e a cidade de Kiev.
A guerra na União Soviética transcorreu bem no início, mas o custo para a Waffen-SS foi extremo: no final de outubro, o Leibstandarte estava com metade da força devido à ação inimiga e à disenteria que varreu as tropas. Das Reich perdeu 60% de sua força e ainda participaria da Batalha de Moscou. A unidade foi dizimada na seguinte ofensiva soviética. O Regimento Der Führer foi reduzido para 35 homens dos 2.000 que iniciaram a campanha em junho. Ao todo, a Waffen-SS sofreu 43.000 baixas.
Enquanto o Leibstandarte e as divisões SS lutavam na linha de frente, atrás das linhas a história era diferente. A 1.ª Infantaria da SS e a 2.ª Brigada de Infantaria da SS, que haviam sido formadas a partir de guardas de campos de concentração excedentes da SS-TV, e a Brigada de Cavalaria da SS entraram na União Soviética atrás dos exércitos em avanço. No início, eles lutaram contra os Partisans Soviéticos e isolaram unidades do Exército Vermelho na retaguarda do Grupo de Exércitos Sul, capturando 7.000 prisioneiros de guerra, mas de meados de agosto de 1941 até o final de 1942 eles foram designados para o Escritório de Segurança Principal do Reich chefiado por Reinhard Heydrich. As brigadas agora eram usadas para segurança e policiamento da retaguarda e não estavam mais sob o comando do exército ou da Waffen-SS. No outono de 1941, eles deixaram o papel anti-partisans para outras unidades e participaram ativamente do Holocausto. Enquanto ajudavam os Einsatzgruppen, eles participaram do extermínio da população judaica da União Soviética, formando grupos de fogo quando necessário. As três brigadas foram responsáveis pelo assassinato de dezenas de milhares no final de 1941.

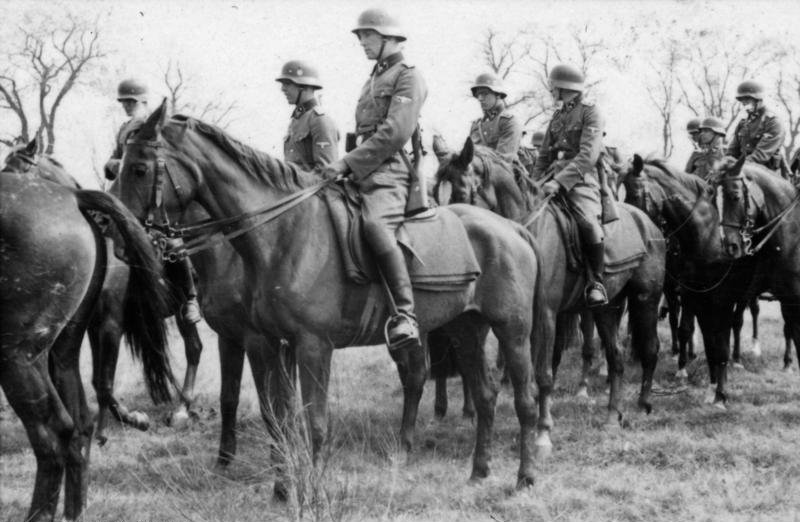
Cavalaria da Brigada de Cavalaria da SS, setembro de 1941

Por ser mais móvel e capaz de realizar operações em grande escala, a Brigada de Cavalaria da SS tinha 2 regimentos com uma força de 3.500 homens e desempenhou um papel fundamental na transição para o extermínio em massa da população judaica. No verão de 1941, Heinrich Himmler designou Hermann Fegelein para comandar os dois regimentos. Em 19 de julho de 1941, Himmler designou os regimentos de Fegelein ao comando geral do HSSPF Erich von dem Bach-Zelewski para a "varredura sistemática" dos pântanos de Pripiat, uma operação destinada a cercar e exterminar judeus, partisans e civis naquela área da República Socialista Soviética da Bielorrússia.
Fegelein dividiu o território a ser coberto em duas seções divididas pelo Rio Pripiat, com o 1.º Regimento tomando a metade norte e o 2.º Regimento ao sul. Os regimentos percorreram seu caminho de leste a oeste através de seu território designado e preencheram relatórios diários sobre o número de pessoas mortas e feitas prisioneiras. Em 1 de agosto, o 1.º Regimento de Cavalaria da SS sob o comando de Gustav Lombard foi responsável pela morte de 800 pessoas; em 6 de agosto, esse total havia chegado a 3.000 mortos de "judeus e partisans". Ao longo das semanas seguintes, o pessoal do 1.º Regimento de Cavalaria da SS sob o comando de Lombard assassinou cerca de 11.000 judeus e mais de 400 soldados dispersos do Exército Vermelho. Assim, as unidades de Fegelein estiveram entre as primeiras no Holocausto a exterminar comunidades judaicas inteiras. O relatório operacional final de Fegelein datado de 18 de setembro de 1941, afirma que eles mataram 14.178 judeus, 1.001 partisans, 699 soldados do Exército Vermelho, com 830 prisioneiros e perdas de 17 mortos, 36 feridos e 3 desaparecidos. O historiador Henning Pieper estima que o número real de judeus mortos foi próximo a 23.700.

### 1942

#### Expansão de 1942

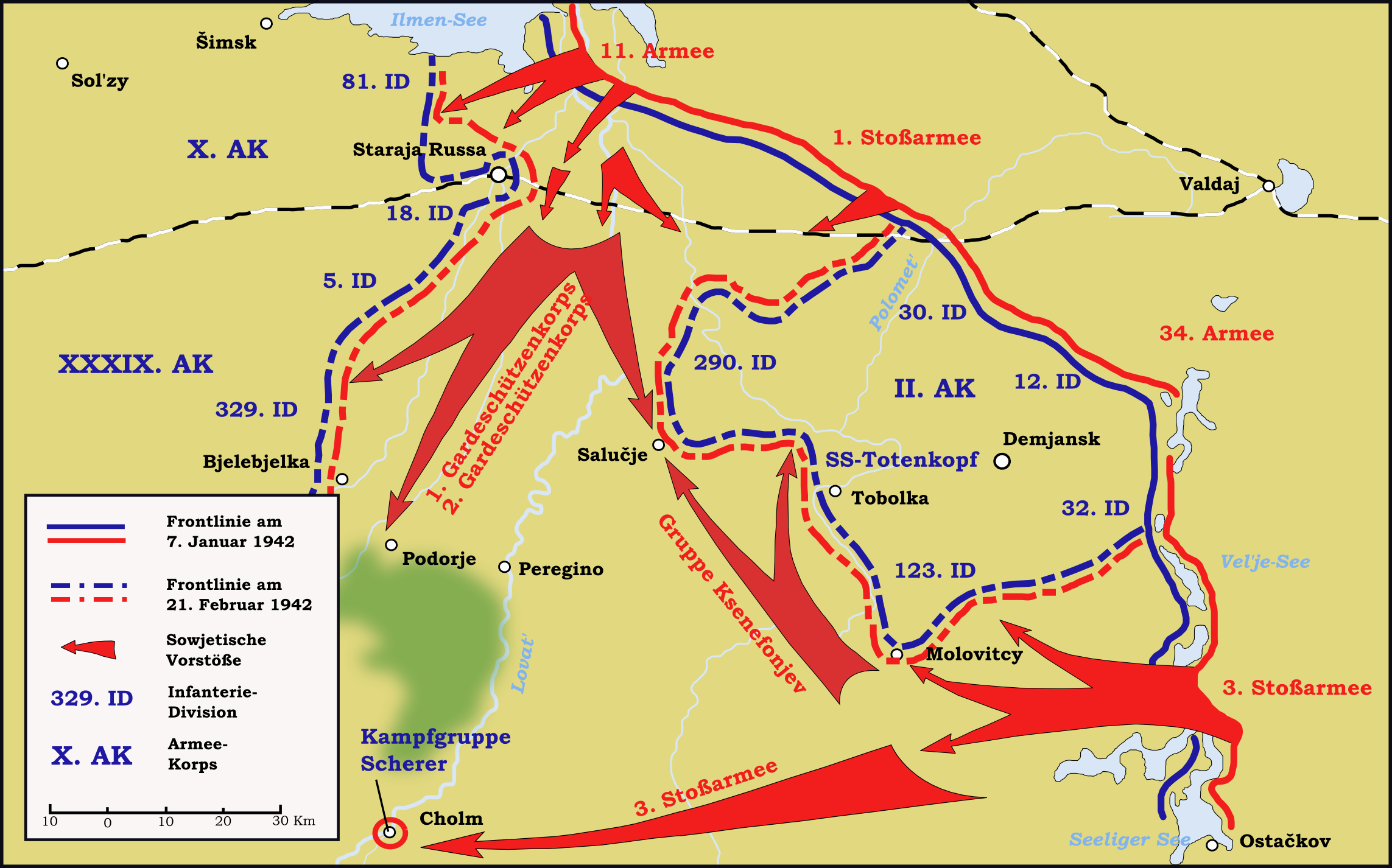
Ofensiva do Exército Vermelho ao sul do Lago Ilmen, de 7 de janeiro a 21 de fevereiro de 1942, criando o Bolsão de Demiansk

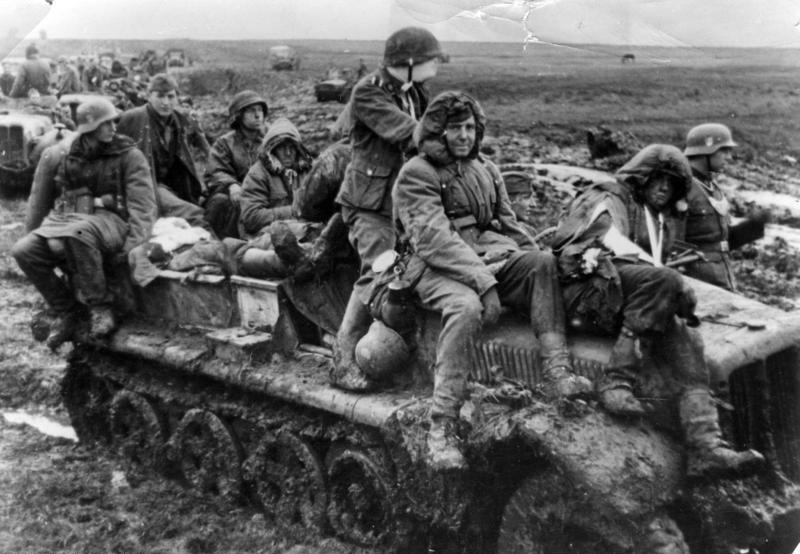
3.ª Divisão da SS na Frente Oriental

Em 1942, a Waffen-SS foi expandida e uma nova divisão foi lançada em março. Na segunda metade de 1942, um número crescente de estrangeiros, muitos dos quais não eram voluntários, começou a ingressar nas fileiras. A 7.ª Divisão Voluntária de Montanha SS Prinz Eugen foi recrutado de Volksdeutsche (alemães étnicos) recrutados sob ameaça de punição pela liderança alemã local da Croácia, Sérvia, Hungria e Romênia e usados para operações anti-partisans nos Bálcãs. Heinrich Himmler aprovou a introdução do serviço formal obrigatório para os Volksdeutsche na Sérvia ocupada pela Alemanha Nazista. Outra nova divisão foi formada ao mesmo tempo, quando a Brigada de Cavalaria da SS foi usada como quadro na formação da 8.ª Divisão de Cavalaria SS Florian Geyer.

#### DivisõesPanzergrenadier
As divisões da linha de frente da Waffen-SS que sofreram perdas durante o inverno de 1941-1942 e durante a contra-ofensiva soviética foram retiradas para a França para se recuperar e serem reformadas como divisões Panzergrenadier. Devido aos esforços de Heinrich Himmler e Obergruppenführer Paul Hausser, o novo comandante do II Corpo Panzer SS, as três divisões SS Panzergrenadier Leibstandarte, Das Reich e Totenkopf seriam formadas com um regimento completo de tanques, em vez de apenas um batalhão. Isso significava que as divisões SS Panzergrenadier eram divisões Panzer de força total, exceto no nome. Cada um deles recebeu nove tanques Tiger, que foram transformados em companhias pesadas de panzer.

#### Bolsão de Demiansk
A ofensiva soviética de janeiro de 1942 prendeu várias divisões alemãs no Bolsão de Demiansk entre fevereiro e abril de 1942; o 3.ª Divisão SS Totenkopf era uma das divisões cercadas pelo Exército Vermelho. O Exército Vermelho libertou Demiansk em 1 de março de 1943 com a retirada das tropas alemãs. "Por sua excelência no comando e a luta particularmente feroz do Totenkopf", Obergruppenführer Theodor Eicke recebeu as Folhas de Carvalho da Cruz de Cavaleiro da Cruz de Ferro em 20 de maio de 1942.

### 1943

#### Expansão de 1943

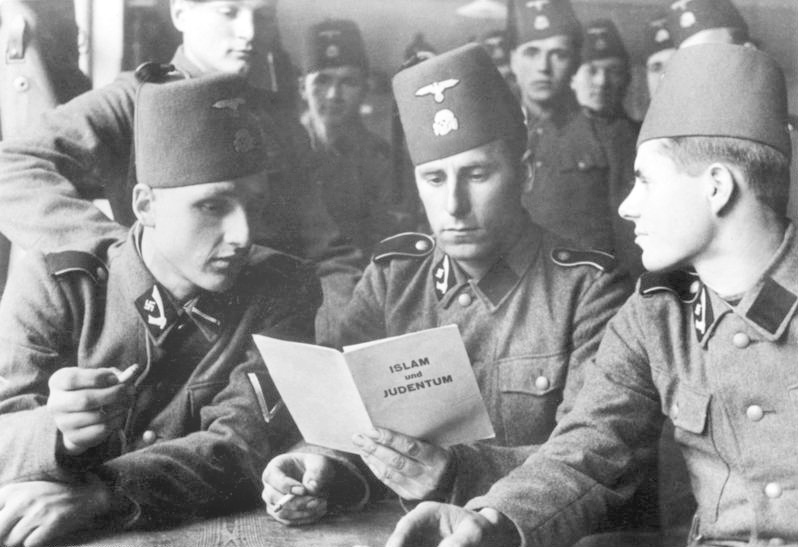
Bósnios muçulmanos (bósnios étnicos), membros da divisão Handschar, a primeira divisão Waffen-SS multiétnica não germânica, 1943

A Waffen-SS se expandiu ainda mais em 1943: em fevereiro, a 9.ª Divisão Panzer SS Hohenstaufen e sua divisão irmã, a 10.ª Divisão Panzer SS Frundsberg, foram formadas na França. Eles foram seguidos em julho pela 11.ª Divisão Panzergrenadier de Voluntários SS Nordland, criada a partir de voluntários noruegueses e dinamarqueses. Em setembro, foi formada a 12.ª Divisão Panzer SS Hitlerjugend usando voluntários da Juventude Hitlerista. Heinrich Himmler e Gottlob Berger apelaram com sucesso a Adolf Hitler para formar uma divisão muçulmana da Bósnia, e a 13.ª Divisão de Montanha da Waffen SS Handschar (1.ª Croata), a primeira divisão não germânica, foi formada, para lutar contra os Partisans iugoslavos de Josip Broz Tito. Seguiu-se a 14.ª Divisão de Granadeiros da Waffen SS Galizien (1.ª Galega) formada por voluntários da Galícia no oeste da Ucrânia. A 15.ª Divisão de Granadeiros da Waffen SS (1.ª Letã) foi criada em 1943, usando o serviço militar obrigatório em Ostland. A nova divisão no final de 1943 foi a 16.ª Divisão Panzergrenadier SS Reichsführer-SS, que foi criada usando o Sturmbrigade Reichsführer SS como quadro. No final do ano, a Waffen-SS havia aumentado de tamanho de oito divisões e algumas brigadas para 16 divisões. Em 1943, a Waffen-SS não podia mais alegar ser uma força de combate de "elite". O recrutamento com base na "expansão numérica sobre a qualitativa" ocorreram, com muitas das unidades "estrangeiras" servindo apenas para serviço de retaguarda.

#### Carcóvia

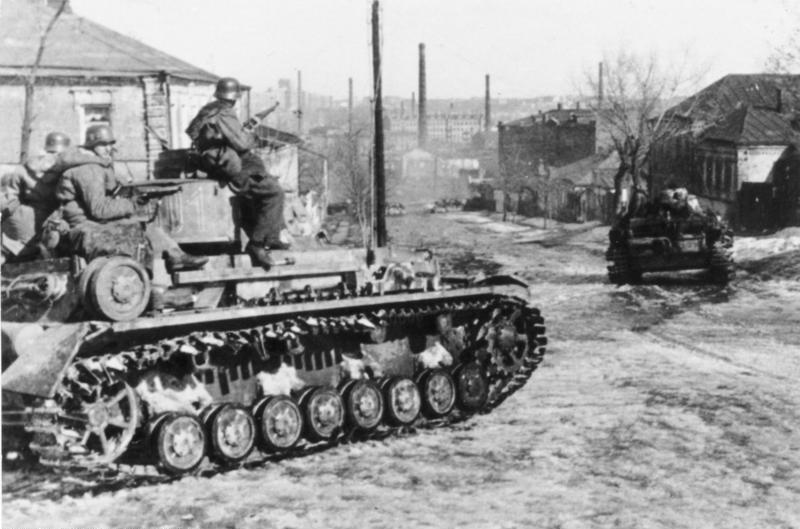
Tanques alemães em Carcóvia, 1943

Na Frente Oriental, os alemães sofreram uma derrota devastadora quando o 6.º Exército foi derrotado durante a Batalha de Stalingrado. Adolf Hitler ordenou que o Corpo Panzer SS voltasse à Frente Oriental para um contra-ataque com a cidade de Carcóvia como objetivo. O Corpo Panzer SS estava em plena retirada no dia 19 de fevereiro, tendo sido atacado pelo 6.º Exército soviético, quando recebeu ordem de contra-ataque. Desobedecendo à ordem de Hitler de "permanecer firme e lutar até a morte", Paul Hausser recuou da frente do Exército Vermelho. Durante a contra-ofensiva de Erich von Manstein, o Corpo Panzer SS, sem o apoio da Luftwaffe ou das formações alemãs vizinhas, rompeu a linha soviética e avançou sobre Carcóvia. Apesar das ordens de cercar Carcóvia pelo norte, o Corpo Panzer SS atacou diretamente na Terceira batalha de Carcóvia em 11 de março. Isso levou a quatro dias de combates de casa em casa antes de Carcóvia ser recapturada pela Divisão SS Leibstandarte em 15 de março. Dois dias depois, as forças alemãs recapturaram Belgorod, criando o saliente que, em julho de 1943, levou à Batalha de Kursk. A ofensiva alemã custou ao Exército Vermelho cerca de 70.000 baixas, mas a luta de casa em casa em Carcóvia foi particularmente sangrenta para o Corpo Panzer SS, que perdeu aproximadamente 44% de sua força quando as operações terminaram no final de março.

#### Levante do Gueto de Varsóvia

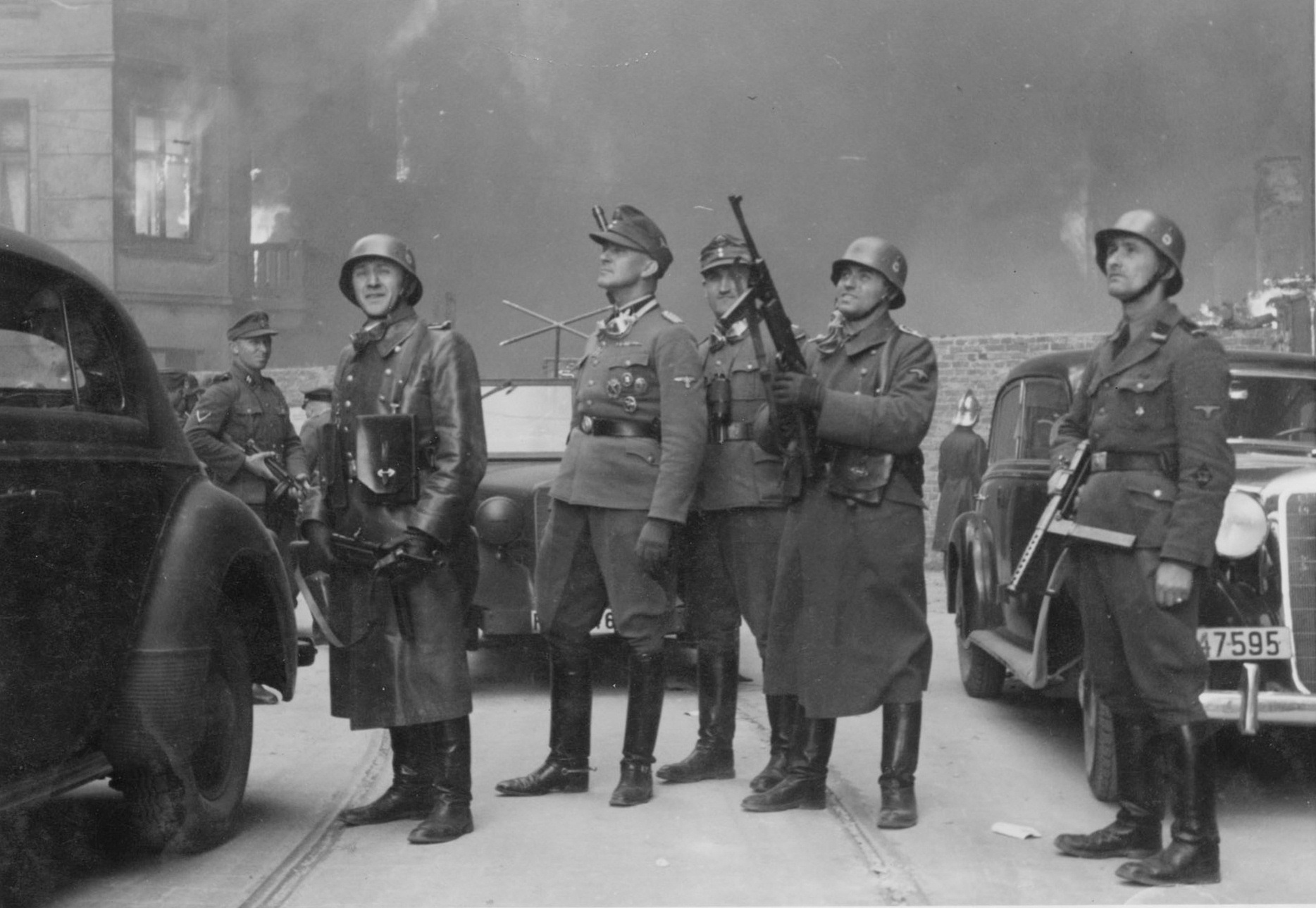
Legenda original do Relatório Stroop: "O líder da grande operação" SS-Brigadeführer Jürgen Stroop (centro) observando o incêndio de blocos residenciais

O Levante do Gueto de Varsóvia foi uma insurgência judaica que surgiu dentro do Gueto de Varsóvia de 19 de abril a 16 de maio, um esforço para impedir o transporte da população restante do gueto para o campo de extermínio de Treblinka. As unidades envolvidas da Waffen-SS eram a 821 Panzergrenadier da Waffen-SS de cinco batalhões de reserva e treinamento e uma reserva de cavalaria e batalhão de treinamento.

#### Kursk
Para a Batalha de Kursk, o Corpo Panzer SS foi rebatizado de II Corpo Panzer SS e fazia parte do 4.º Exército Panzer. O II Corpo Panzer SS liderou o ataque através das defesas soviéticas. O ataque atingiu uma profundidade de 35 km e foi então interrompido pelo 1.º Exército de Tanques soviético.
As reservas soviéticas haviam sido enviadas ao sul para se defender de um ataque alemão do III Corpo de Exército Panzer. Com a perda de suas reservas, qualquer esperança que pudessem ter de lidar com uma grande derrota para o Corpo Panzer SS acabou. Mas os avanços alemães agora falharam, apesar das perdas terríveis, os exércitos blindados soviéticos mantiveram a linha e impediram o II Corpo Panzer SS de fazer o avanço esperado.

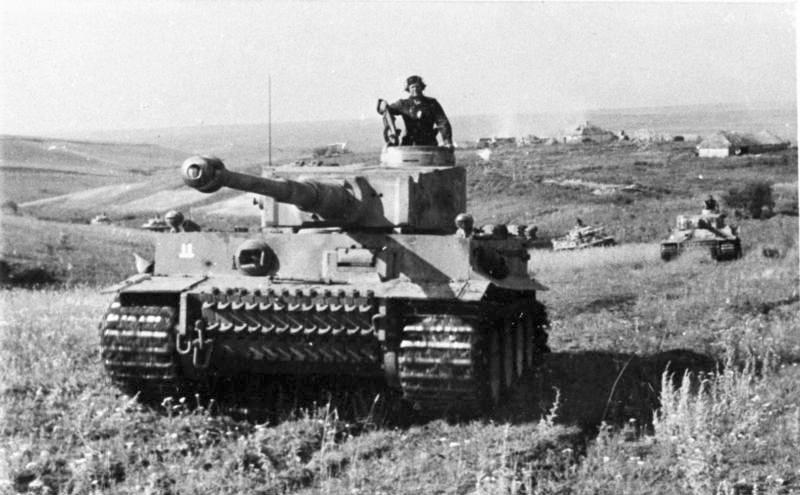
Companhia de tanques Tiger Das Reich durante a Batalha de Kursk

O fracasso em romper a zona tática soviética e a necessidade de interromper o ataque do 9.º Exército Alemão no flanco norte da saliência de Kursk devido à Operação Kutuzov contribuíram para a decisão de Adolf Hitler de interromper a ofensiva. Um ataque paralelo do Exército Vermelho contra o novo 6.º Exército no rio Mius ao sul de Carcóvia exigiu a retirada das forças de reserva mantidas para explorar qualquer sucesso no flanco sul de Kursk. O OKW também teve que recorrer a algumas tropas alemãs da Frente Oriental para reforçar a Frente do Mediterrâneo após a Invasão aliada da Sicília. Em 17 de julho, Hitler cancelou a operação e ordenou a retirada. A União Soviética não foi derrotada e a iniciativa estratégica passou para o Exército Vermelho. Os alemães foram forçados à defensiva quando o Exército Vermelho começou a libertação da Rússia Ocidental.

#### Itália
O Leibstandarte foi posteriormente enviada para a Itália para ajudar a estabilizar a situação após a deposição de Benito Mussolini pelo governo de Pietro Badoglio e a Invasão aliada da Sicília, que foi o início da Campanha Italiana. A divisão deixou para trás seus blindados e equipamentos, que foi dado a Das Reich e Totenkopf. Após a rendição italiana e o colapso de 8 de setembro de 1943, o Leibstandarte foi ordenado a começar a desarmar unidades italianas próximas. Ele também tinha a tarefa de proteger cruzamentos rodoviários e ferroviários vitais no norte da Itália e esteve envolvido em várias escaramuças com partisans. Tudo correu bem, com exceção de uma breve escaramuça com as tropas italianas estacionadas em Parma em 9 de setembro. Em 19 de setembro, todas as forças italianas na Planície Padana haviam sido desarmadas, mas o OKW recebeu relatos de que elementos do Quarto Exército Italiano estavam se reagrupando no Piemonte, perto da fronteira francesa. O III Batalhão mecanizado de Joachim Peiper, 2.ª Regimento SS Panzergrenadier, foi enviado para desarmar essas unidades. Ao chegar na província de Cuneo, Peiper foi recebido por um oficial italiano que avisou que suas forças atacariam, a menos que a unidade de Peiper deixasse a província imediatamente. Depois que Peiper se recusou, os italianos atacaram. O batalhão de Peiper derrotou os italianos e posteriormente bombardeou e incendiou a vilarejo de Boves, matando pelo menos 34 civis. O batalhão de Peiper então desarmou as forças italianas restantes na área.
Enquanto o Leibstandarte operava no norte, o 16 SS Reichsführer-SS enviou um pequeno grupo de batalha para conter os desembarques em Anzio em janeiro de 1944. Em março, a maior parte da 1.ª Italienische Freiwilligen Sturmbrigade (ou Brigata d'Assalto, Volontari em italiano) foi enviada para a cabeça de praia de Anzio, onde lutou ao lado de seus aliados alemães, recebendo relatórios favoráveis e sofrendo pesadas perdas. Em reconhecimento ao seu desempenho, Heinrich Himmler declarou que a unidade estava totalmente integrada à Waffen-SS.

### 1944

#### Expansão de 1944

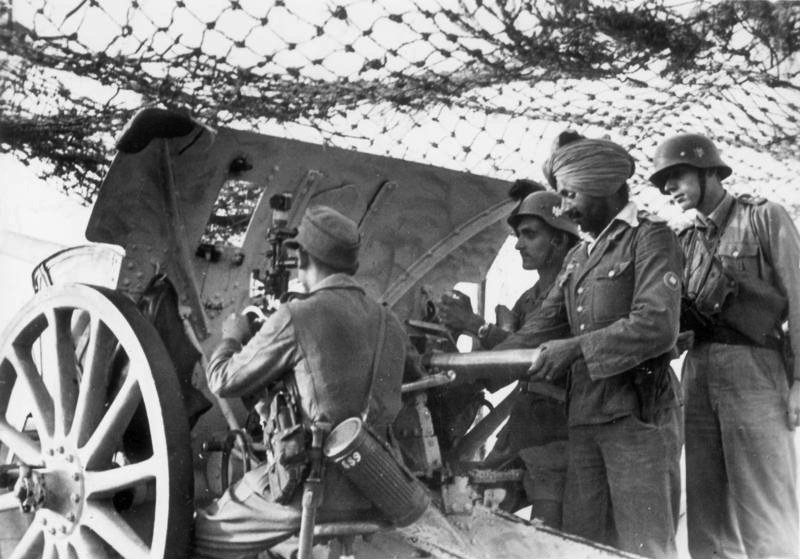
Após o Dia-D, a Legião Indiana foi transferida da Heer para a Waffen-SS.

A Waffen-SS se expandiu novamente em 1944. Janeiro viu a formação da 19.ª Divisão de Granadeiros Waffen SS (2.ª Letã), formada a partir das duas Brigadas de Infantaria da SS como quadro com recrutas letões. A 20.ª Divisão de Granadeiros Waffen SS (1.ª Letã) foi formada por meio de alistamento geral em fevereiro de 1944, em torno de um quadro da 3.ª Brigada de Voluntários da SS da Estônia. A 21.ª Divisão de Montanha Waffen SS Skanderbeg (1.ª Albanesa) foi formada em março de 1944 a partir de voluntários albaneses e kosovares, que, como com outras "formações orientais", eram destinadas ao uso contra "forças irregulares". Uma segunda divisão de cavalaria Waffen-SS foi seguida em abril de 1944, a 22.ª Divisão de Voluntários de Cavalaria Maria Theresia. A maioria das tropas eram recrutas do Exército Húngaro Volksdeutsche transferidos para a Waffen-SS após um acordo entre a Alemanha Nazista e a Hungria. A 23.ª Divisão de Granadeiros Waffen SS Nederland se seguiu, formada a partir da 4ª Brigada Voluntária Panzergrenadier da SS Nederland, mas nunca foi mais do que uma grande brigada. A 24.ª Divisão de Montanha Waffen SS Karstjäger foi outra divisão que nunca passou do tamanho de uma brigada, consistindo principalmente de voluntários alemães étnicos da Itália e Iugoslávia, junto com voluntários da Eslovênia, Croácia, Sérvia e Ucrânia. Eles estavam principalmente envolvidos na luta contra partisans na região de Carso dos Alpes, nas fronteiras da Eslovênia, Itália e Áustria, o terreno montanhoso que requer tropas e equipamentos especializados de montanha. Seguiram-se duas divisões húngaras: a 25.ª Divisão de Granadeiros Waffen SS Hunyadi (1.ª Húngara) e a 26.ª Divisão de Granadeiros Waffen SS (2.ª Húngara). Estes foram formados sob a autoridade do ministro da defesa húngaro, a pedido de Heinrich Himmler. Um regimento do Exército Húngaro foi obrigado a ingressar, mas a maioria consistia de voluntários húngaros e romenos.

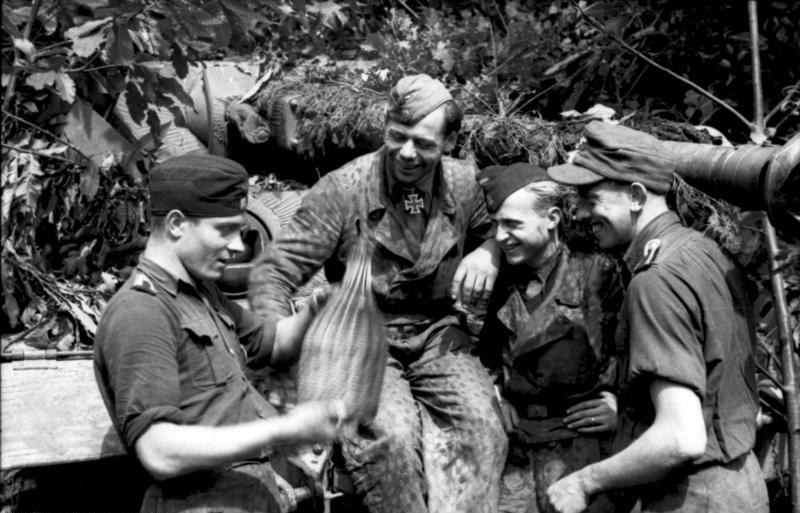
Membros da Waffen-SS em frente a um tanque camuflado, França, junho de 1944

A Divisão SS Langemarck foi formada em outubro de 1944, a partir de voluntários flamengos acrescentados à 6.ª Divisão de Voluntários SS Sturmbrigade Langemarck, mas novamente não era nada mais do que uma grande brigada. A 5.ª Divisão de Voluntários SS Sturmbrigade Wallonien também foi atualizado para a Divisão SS Wallonien, mas também nunca foi mais do que uma grande brigada. Os planos para converter a Brigada Kaminnski na 29.ª Divisão de Granadeiros Waffen SS "RONA" (1.ª Rússia) foram abandonados após a execução de seu comandante, Bronislav Kaminski; em vez disso, a Brigada de Granadeiros Waffen SS (Italiana nº.1) se tornou a 29.ª Divisão de Granadeiros Waffen SS (1.ª Italiana). A 30.ª Divisão de Granadeiros Waffen SS (2.ª Rússia) foi formada a partir da Schutzmannschaft-Brigade Siegling. A nova divisão no final de 1944 foi a 31.ª Divisão de Granadeiros Voluntários da SS, formada por húngaros e Volksdeutsche recrutados.
Em novembro de 1944, a 1.ª Divisão de Cavalaria Cossaco, originalmente reunida pelo Exército Alemão em 1943, foi assumida pela Waffen-SS. A SS Führungshauptamt reorganizou a divisão e usou outras unidades de combate cossacas do exército e do Ordnungspolizei para formar uma 2.ª Divisão Cossaca. Ambas as divisões foram colocadas sob o comando do XV Corpo de Cavalaria SS Cossaco em 1 de fevereiro de 1945. Com a transferência do 5.º Regimento de Voluntários Cossaco-Stamm da Divisão Freiwilligen-Stamm no mesmo dia, a tomada das unidades cossacas pela Waffen-SS foi concluída.

#### Bolsão de Korsun-Cherkassy
O Bolsão de Korsun-Cherkassy foi formado em janeiro de 1944 quando unidades do 8.º Exército se retiraram para a Linha Panther-Wotan, uma posição defensiva ao longo do Rio Dniepre, na Ucrânia. Dois corpos de exército foram deixados segurando uma saliência nas linhas soviéticas estendendo-se por cerca de 100 km. A 1.ª e 2.ª Frentes Ucranianas do Exército Vermelho cercaram o bolsão. Presos no bolsão estavam um total de seis divisões alemãs, incluindo a 5.ª Divisão SS Wiking, com o 5.ª Divisão de Voluntários da SS Sturmbrigade Wallonien, e o Batalhão SS da Estônia Narwa. Os alemães irromperam em coordenação com outras forças alemãs de fora, incluindo o 1.º SS Leibstandarte. Aproximadamente dois em cada três homens cercados escaparam com sucesso do bolsão.

#### Ataque a Drvar
O Ataque a Drvar, com o codinome Operação Rösselsprung, foi um ataque da Waffen-SS e da Luftwaffe à estrutura de comando dos Partisans iugoslavos. Seu objetivo era a eliminação do Quartel-General Supremo controlado pelos partisans e a captura de Josip Broz Tito. A ofensiva ocorreu em abril e maio de 1944. As unidades Waffen-SS envolvidas foram o 500.º Batalhão de Paraquedistas da SS e a 7.ª Divisão Voluntária de Montanha SS Prinz Eugen.
O ataque começou quando um pequeno grupo saltou de pára-quedas em Drvar para garantir um terreno de pouso para a seguinte força de planador. O 500.º Batalhão de Paraquedistas da SS abriu caminho até o Quartel-General da caverna de Tito e trocou tiros pesados, resultando em inúmeras baixas em ambos os lados. Quando as forças alemãs penetraram na caverna, Tito já havia escapado. No final da batalha, apenas 200 homens do 500.º Batalhão de Paraquedistas da SS permaneceram ilesos.

#### Países Bálticos
Na Estônia, a Batalha de Narva começou em fevereiro. A batalha pode ser dividida em duas fases: a Batalha pela Cabeça de Ponte de Narva de fevereiro a julho e a Batalha da Linha Tannenberg de julho a setembro. Uma série de unidades Waffen-SS de voluntários e recrutas da Noruega, Dinamarca, Países Baixos, Bélgica e Estônia lutaram em Narva. As unidades eram todas parte do III Corpo Panzer SS (Germânico) no Grupo de Exércitos Norte, que consistia na 11.ª Divisão Panzergrenadier de Voluntários SS Nordland, na 23.ª Divisão de Granadeiros Waffen SS Nederland, na 5.ª Divisão de Voluntários da SS Sturmbrigade Wallonien, na 6.ª Divisão de Voluntários SS Sturmbrigade Langemarck, e os recrutas da 20.ª Divisão de Granadeiros Waffen SS (1.ª Letã), sob o comando do Obergruppenführer Felix Steiner.
Também no Grupo de Exércitos Norte estava o VI Corpo da SS, que consistia na 15.ª Divisão de Granadeiros da Waffen SS (1.ª Letã) e na 19.ª Divisão de Granadeiros Waffen SS (2.ª Letã). As Waffen SS da Letônia e as unidades do Exército Alemão resistiram em Bolsão de Curlândia até o final da guerra.

#### Normandia

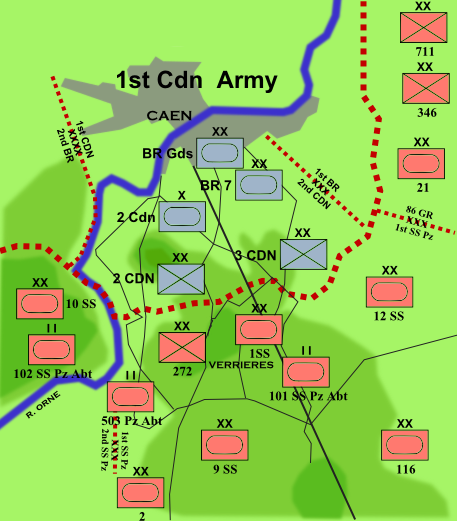
As linhas de partida da Operação Spring, unidades da Waffen-SS identificadas são 1.ª SS, 9.ª SS, 10.ª SS, 12.ª Divisões SS e os 101.º e 102.º SS Batalhões de Panzers Pesados

A Operação Overlord, os desembarques do "Dia-D" dos Aliados na Normandia, ocorreu em 6 de junho de 1944. Em preparação para os desembarques esperados, a 1.ª Divisão SS Leibstandarte SS Adolf Hitler foi transferido para Septeuil, a oeste de Paris, em abril de 1944. O Corpo de exército tinha a 1.ª Divisão SS Leibstandarte SS Adolf Hitler, 12.ª Divisão Panzer SS Hitlerjugend, 17.ª Divisão Panzergrenadier SS Götz von Berlichingen e as divisões Panzer Lehr do exército designadas a ele. O Corpo de exército faria parte do Grupo Panzer Ocidental do general Leo Geyr von Schweppenburg, a reserva blindada do teatro ocidental. O Corpo foi reestruturado em 4 de julho de 1944 e apenas o 1.ª Divisão SS Leibstandarte SS Adolf Hitler e a 12.ª Divisão Panzer SS Hitlerjugend permaneceram em força.
Após o desembarque, a primeira unidade Waffen-SS em ação foi a 12.ª Divisão Panzer SS Hitlerjugend, que chegou à frente de invasão em 7 de junho, na área de Caen. No mesmo dia, eles cometeram o Massacre da Abadia de Ardenne contra prisioneiros de guerra do Exército Canadense. A próxima unidade a chegar foi a 17.ª Divisão Panzergrenadier SS Götz von Berlichingen em 11 de junho, que entrou em contato com a 101.ª Divisão Aerotransportada dos Estados Unidos. A 101.º Batalhão Panzer Pesados da SS chegou em seguida para proteger o flaco esquerdo do I Corpo Panzer SS. A 1.ª Divisão SS Leibstandarte SS Adolf Hitler chegou no final do mês com elementos de liderança sendo envolvidos na ofensiva britânica Operação Epsom.
A única outra unidade Waffen-SS na França na época era a 2.ª Divisão SS Das Reich, em Montauban, ao norte de Toulouse. Eles receberam ordens para o norte, para as praias de desembarque, e em 9 de junho foram os responsáveis pelo Massacre de Tulle, onde 99 homens foram assassinados. No dia seguinte, eles chegaram a Oradour-sur-Glane, onde massacraram 642 civis franceses.
O II Corpo Panzer SS, consistindo nas divisões 9.ª Divisão Panzer SS Hohenstaufen, 10.ª Divisão Panzer SS Frundsberg e no 102.º Batalhão Panzer Pesados da SS, foi transferido da Frente Oriental para liderar uma ofensiva para destruir a cabeça de ponte Aliada. No entanto, os britânicos lançaram a Operação Epsom e as duas divisões foram alimentadas aos poucos na batalha, e lançaram vários contra-ataques nos dias seguintes.

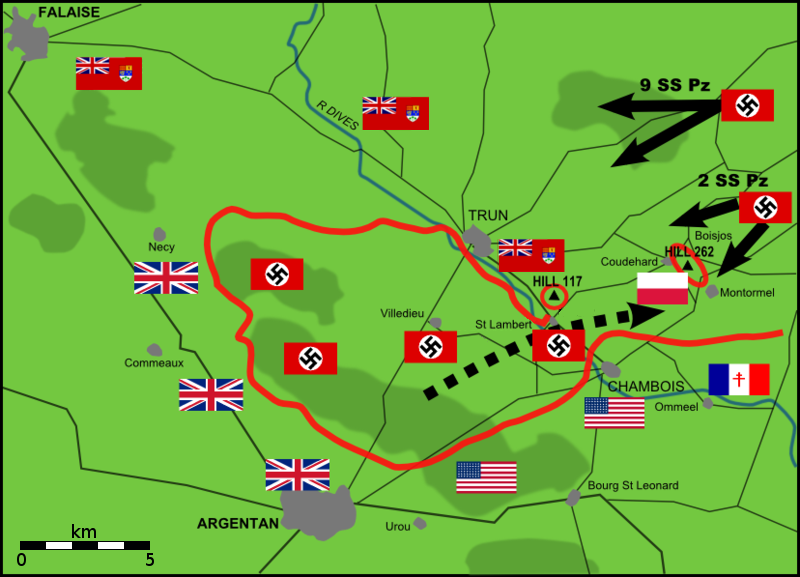
Contra-ataques alemães contra posições polonesas-canadenses em 20 de agosto de 1944

Sem quaisquer reforços adicionais em homens ou material, as divisões Waffen-SS não puderam impedir o avanço dos Aliados. 1.ª Divisão SS Leibstandarte SS Adolf Hitler e a 2.ª Divisão SS Das Reich participaram da fracassada Operação Lüttich no início de agosto. O fim veio em meados de agosto, quando o Exército Alemão foi cercado e aprisionado no bolsão de Falaise, incluindo a 1.ª Divisão SS Leibstandarte SS Adolf Hitler, 10.ª Divisão Panzer SS Frundsberg, 12.ª Divisão Panzer SS Hitlerjugend e o 17.ª Divisão Panzergrenadier SS Götz von Berlichingen, enquanto o 2.ª Divisão SS Das Reich e a 9.ª Divisão Panzer SS Hohenstaufen recebeu ordens de atacar a Colina 262 para manter a lacuna aberta. Em 22 de agosto, o bolsão de Falaise foi fechado e todas as forças alemãs a oeste das linhas aliadas estavam mortas ou em cativeiro. Só na luta em torno da Colina 262, as baixas totalizaram 2.000 mortos e 5.000 prisioneiros. A 12.ª Divisão Panzer SS Hitlerjugend havia perdido 94% de sua blindada, quase toda sua artilharia e 70% de seus veículos. A divisão tinha cerca de 20.000 homens e 150 tanques antes do início da campanha e agora estava reduzida a 300 homens e 10 tanques.

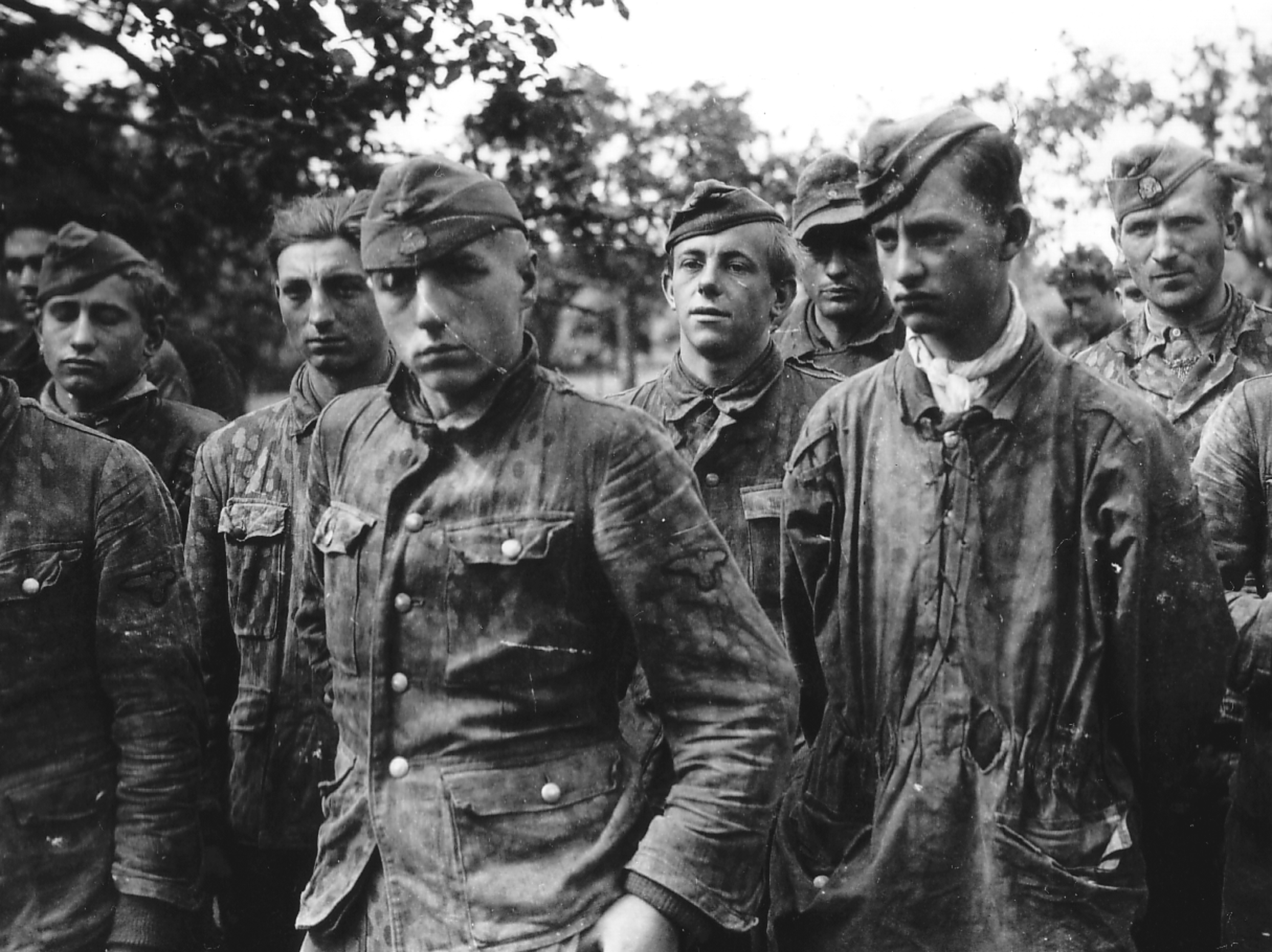
Tropas da 12.ª Divisão Panzer SS Hitlerjugend feitas prisioneiras na Normandia

Com o Exército Alemão em retirada total, duas outras formações Waffen-SS entraram na batalha na França, a 49.ª Brigada SS Panzergrenadier e a 51.ª Brigada SS Panzergrenadier. Ambos foram formados em junho de 1944 por funcionários e alunos da SS-Junkerschule. Eles foram estacionados na Dinamarca para permitir que a guarnição se mudasse para a França, mas foram transferidos no início de agosto para a área ao sul e leste de Paris. Ambas as Brigadas foram encarregadas de fazer travessias sobre o rio Sena, permitindo que o exército recuasse. Eventualmente, eles foram forçados a recuar e então se retiraram, as tropas sobreviventes sendo incorporadas aos 17.ª Divisão Panzergrenadier SS Götz von Berlichingen.

#### Grécia
Enquanto a maioria da Waffen-SS estava agora na Frente Oriental ou na Normandia, a 4ª Divisão SS Polizei estava estacionada na Grécia para tarefas de segurança interna e operações anti-partisans. Em 10 de junho, eles cometeram o massacre de Distomo, quando por um período de duas horas foram de porta em porta e massacraram civis gregos, supostamente como vingança por um ataque da Resistência Grega. No total, 218 homens, mulheres e crianças foram mortos. De acordo com os sobreviventes, as forças da SS "enfiaram baionetas em bebês nos berços das mães, esfaquearam mulheres grávidas e decapitaram o padre da vilarejo".

#### Itália
Na Frente Italiana, a 16.ª Divisão Panzergrenadier SS Reichsführer-SS, conduzindo operações anti-partisans, é lembrado mais pelas atrocidades que perpetrou do que por sua capacidade de combate: cometeu o massacre de Sant'Anna di Stazzema em agosto de 1944 e o massacre de Marzabotto entre setembro e outubro de 1944.

#### Finlândia
Na Finlândia, a 6ª Divisão SS de Montanha Nord mantiveram suas linhas durante a Guerra da Continuação até que foi ordenado a se retirar da Finlândia após a conclusão de um armistício entre a Finlândia e a União Soviética em setembro de 1944. Em seguida, formou a retaguarda dos três corpos alemães que se retiravam da Finlândia na Operação Birch e, de setembro a novembro de 1944, marchou por 1.600 km até Mo i Rana, na Noruega, de onde se dirigiu para o extremo sul do país, cruzando o Escagerraque até a Dinamarca.

#### Operações Market Garden e Arnhem
No início de setembro de 1944, o II Corpo Panzer SS (9.ª Divisão Panzer SS Hohenstaufen e a 10.ª Divisão Panzer SS Frundsberg) foi retirado da linha e enviado para a área de Arnhem nos Países Baixos. Na chegada, eles começaram a tarefa de remontagem, e a maioria dos veículos blindados restantes foram carregados em trens em preparação para transporte para depósitos de reparos na Alemanha Nazista. No domingo, 17 de setembro de 1944, os Aliados lançaram a Operação Market Garden, e a 1.ª Divisão Aerotransportada britânica foi lançada em Oosterbeek, a oeste de Arnhem. Percebendo a ameaça, Wilhelm Bittrich, comandante do II Corpo Panzer SS, ordenou que a 9.ª Divisão Panzer SS Hohenstaufen e 10.ª Divisão Panzer SS Frundsberg se preparassem para o combate. Também na área estava o Batalhão de Treinamento e Reserva, 16.ª Divisão Panzergrenadier SS Reichsführer-SS. A operação aerotransportada dos Aliados foi um fracasso e Arnhem não foi libertado até 14 de abril de 1945.

#### Revolta de Varsóvia

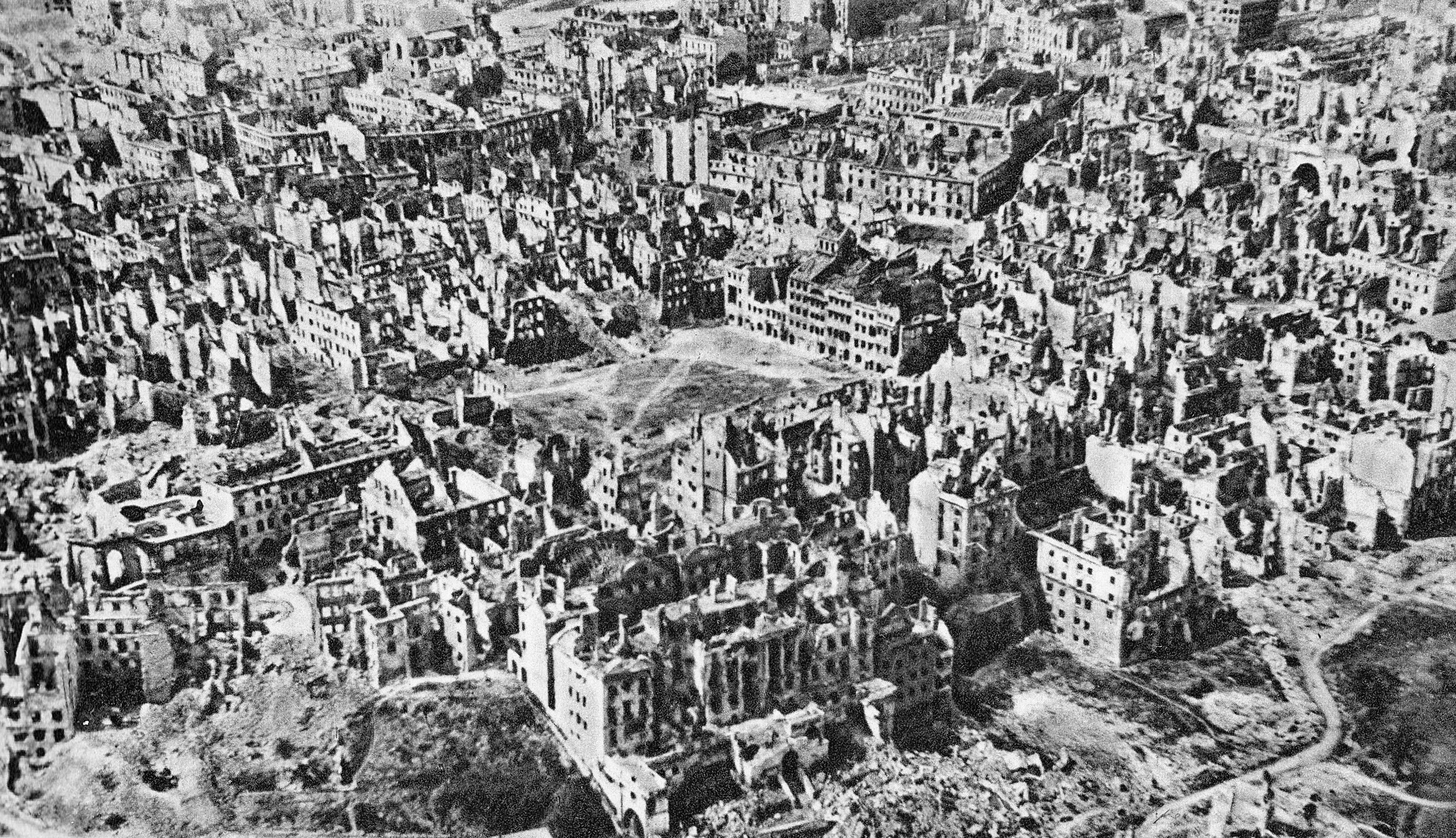
Ruínas da Praça do Mercado da Cidade Velha de Varsóvia. No total, 85% da cidade foi destruída e quase 200.000 civis mortos.

No outro extremo da Europa, a Waffen-SS estava lidando com a Revolta de Varsóvia. Entre agosto e outubro de 1944, a 36ª Divisão Waffen Grenadier da SS (recrutada entre criminosos e doentes mentais em toda a Alemanha Nazista) e o 29.ª Divisão de Granadeiros Waffen SS "RONA" (1.ª Rússia) Russkaya Osvoboditelnaya Narodnaya (Exército Russo de Libertação Nacional), composto por colaboradores de etnia russa, foram ambos enviados a Varsóvia para reprimir a revolta. Durante a batalha, a 36ª Divisão Waffen Grenadier da SS se comportou de forma atroz, estuprando, saqueando e matando cidadãos de Varsóvia, independentemente de eles pertencerem à resistência polonesa ou não; o comandante da unidade SS-Oberführer Oskar Dirlewanger encorajou seus excessos. O comportamento da unidade foi supostamente tão bestial e indiscriminado que Heinrich Himmler foi forçado a enviar um batalhão de polícia militar da SS para garantir que os soldados da 36ª Divisão Waffen Grenadier da SS não se voltassem suas agressões contra a liderança da brigada ou outras unidades alemãs próximas. Ao mesmo tempo, foram encorajados por Himmler a aterrorizar livremente, não fazer prisioneiros e geralmente ceder às suas tendências perversas. As táticas favoritas dos soldados da 36ª Divisão Waffen Grenadier da SS durante o cerco supostamente incluíam o estupro coletivo de mulheres polonesas, tanto mulheres quanto crianças; brincar de "captura de baioneta" com bebês vivos; e torturar prisioneiros até a morte cortando seus braços, encharcando-os de gasolina e incendiando-os e faze-los correr sem braços e em chamas pela rua. A 36ª Divisão Waffen Grenadier da SS cometeu atrocidades quase ininterruptas durante este período, em particular o massacre de Wola de quatro dias.

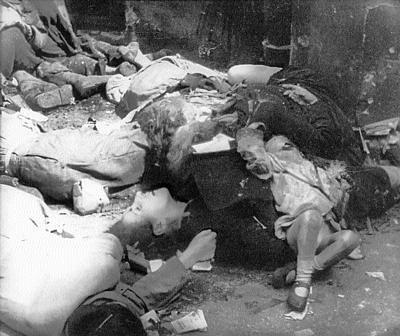
Foto tirada pela Resistência Polonesa mostrando os corpos de mulheres e crianças assassinadas pelas tropas SS na Revolta de Varsóvia, agosto de 1944

A outra unidade, 29.ª Divisão de Granadeiros Waffen SS "RONA" (1.ª Rússia), foi encarregada de limpar o distrito de Ochota em Varsóvia, que era defendido por membros do Armia Krajowa. O ataque foi planejado para a manhã de 5 de agosto, mas quando chegou a hora, a unidade RONA não foi encontrada; depois de algumas buscas pela polícia militar da SS, membros da unidade foram encontrados saqueando casas abandonadas na retaguarda da coluna alemã. Mais tarde, milhares de civis poloneses foram mortos pelos soldados do RONA durante os eventos conhecidos como o massacre de Ochota; muitas vítimas também foram estupradas. Nas semanas seguintes, a unidade RONA foi transferida para o sul, para o distrito de Wola, mas não se saiu melhor em combate lá do que em Ochota; em um incidente, uma subunidade da brigada RONA avançou para saquear um edifício capturado na linha de frente, mas foi posteriormente isolada do resto da formação da SS e exterminada pelos poloneses. Após o fiasco, SS-Brigadeführer Bronislav Kaminski, o comandante da unidade, foi chamado a Łódź para participar de uma conferência de liderança da SS. Ele nunca chegou; fontes oficiais nazistas culparam os partisans poloneses por uma suposta emboscada que matou o comandante da RONA. Mas, de acordo com várias outras fontes, ele foi preso e julgado pela SS, ou simplesmente baleado no local pela Gestapo. O comportamento do RONA durante a batalha foi um constrangimento até mesmo para a SS, e o alegado estupro e assassinato de duas garotas alemãs da Kraft durch Freude (Força pela Alegria) pode ter desempenhado um papel na eventual execução do comandante da brigada.

#### Linha do Rio Vístula
No final de agosto de 1944, a 5.ª Divisão SS Wiking recebeu ordens de voltar a Modlin na linha do Rio Vístula, perto de Varsóvia, onde deveria se juntar ao recém-formado Grupo de Exércitos Vístula. Lutando ao lado da Fallschirm-Panzer-Division 1. Hermann Göring da Luftwaffe, eles aniquilaram o 3.º Corpo de Tanques Soviéticos. O advento da Revolta de Varsóvia interrompeu a ofensiva soviética e uma paz relativa caiu na linha de frente. A divisão permaneceu na área de Modlin pelo resto do ano, agrupada com as 3.ª Divisão SS Totenkopf e o IV Corpo Panzer SS. Pesadas batalhas defensivas em torno de Modlin seguiram pelo resto do ano. Juntos, eles ajudaram a forçar o Exército Vermelho a sair de Varsóvia e a atravessar o Rio Vístula, onde a Frente se estabilizou até janeiro de 1945.

#### Ofensiva das Ardenas

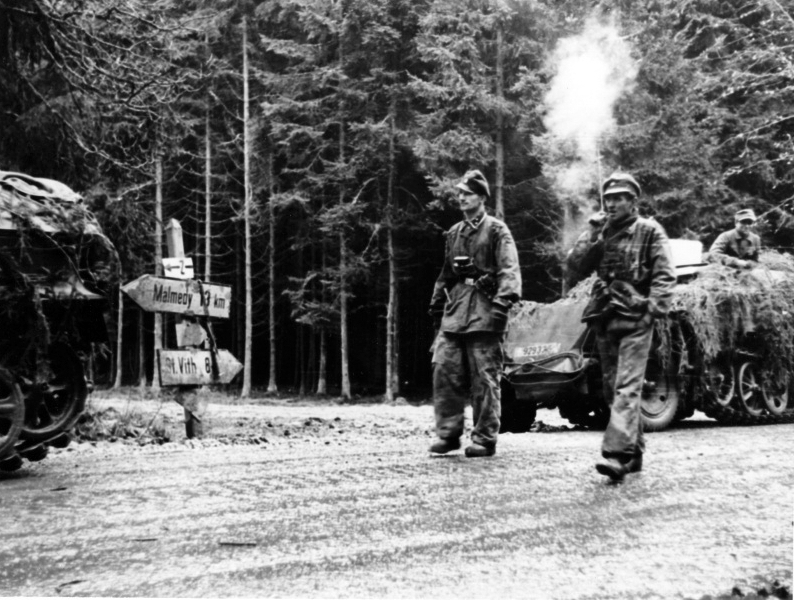
Tropas Kampfgruppe de Gustav Knittel na estrada para Stavelot para apoiar Joachim Peiper

A Ofensiva das Ardenas ou "Batalha do Bulge", entre 16 de dezembro de 1944 e 25 de janeiro de 1945, foi uma grande ofensiva alemã na região das montanhas de Ardenas, na Bélgica. As unidades Waffen-SS incluíam o 6.º Exército Panzer comandado por Sepp Dietrich. Criado em 26 de outubro de 1944, ele incorporou o I Corpo Panzer SS (1.ª Divisão SS Leibstandarte SS Adolf Hitler, 12.ª Divisão Panzer SS Hitlerjugend e o 101.º Batalhão Pesado Panzer SS). Também tinha o II Corpo Panzer SS (2.ª Divisão SS Das Reich e 9.ª Divisão Panzer SS Hohenstaufen). Outra unidade envolvida foi a 150.º Brigada Panzer SS de Otto Skorzeny.
O objetivo do ataque era dividir a linha britânica e americana ao meio, capturar Antuérpia e cercar e destruir quatro exércitos Aliados, forçando os aliados ocidentais a negociar um tratado de paz em termos favoráveis às Potências do Eixo. No entanto, avançar pelas florestas e colinas arborizadas das Ardenas revelou-se difícil no inverno. Inicialmente, os alemães fizeram um bom progresso na extremidade norte de seu avanço. No entanto, eles encontraram uma resistência inesperadamente forte da 2.ª e 99.ª Divisões de Infantaria dos Estados Unidos. Em 23 de dezembro, as condições meteorológicas começaram a melhorar, permitindo que as forças aéreas aliadas, que estavam no solo, atacassem. Em condições cada vez mais difíceis, o avanço alemão desacelerou. O ataque acabou sendo um fracasso. Apesar dos esforços da Waffen-SS e do Exército Alemão, a escassez de combustível, a forte resistência americana, incluindo dentro e ao redor da cidade de Bastogne e os ataques aéreos Aliados às colunas de abastecimento alemãs provaram ser demais, custando aos alemães 700 tanques e a maior parte de suas forças móveis restantes no oeste. A contra-ofensiva fracassada de Adolf Hitler havia usado a maior parte das reservas restantes de mão de obra e material da Alemanha Nazista, que não podiam ser substituídas.

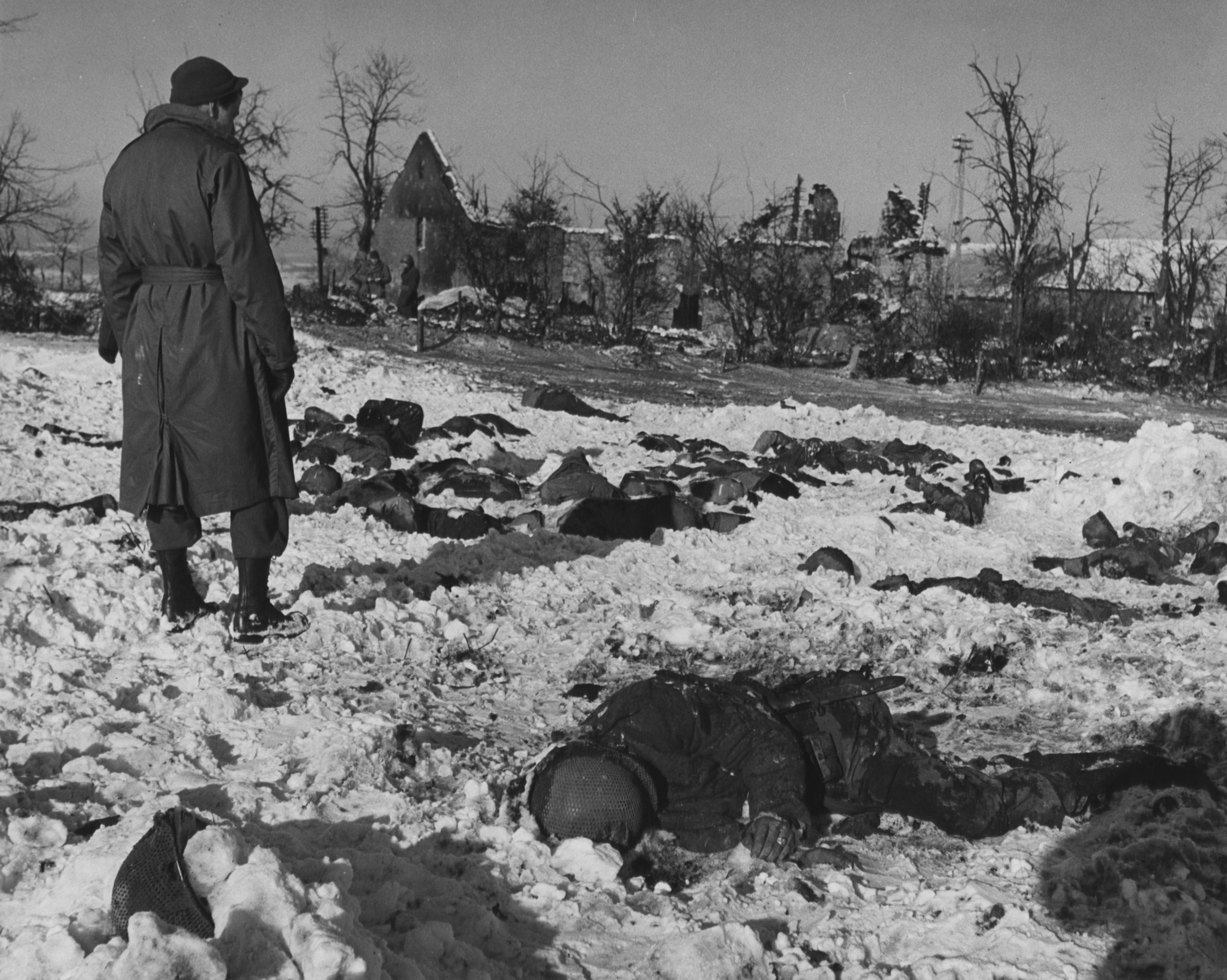
Consequência do Massacre de Malmedy

Durante a batalha, tropas Kampfgruppe de Joachim Peiper, parte da 1.ª Divisão SS Leibstandarte SS Adolf Hitler, deixou um caminho de destruição, que incluiu homens da Waffen-SS assassinando prisioneiros de guerra americanos e civis belgas desarmados. É infame pelo Massacre de Malmedy, no qual aproximadamente 90 prisioneiros de guerra americanos desarmados foram assassinados em 17 de dezembro de 1944. Também durante esta batalha, 3./SS-PzAA1 LSSAH capturou e atirou em onze soldados afro-americanos do 333.º Batalhão de Artilharia no vilarejo de Wereth. Seus restos mortais foram encontrados pelas tropas aliadas dois meses depois. Os soldados tiveram seus dedos cortados e pernas quebradas, e um foi baleado enquanto tentava fazer curativos nas feridas de um camarada.

#### Cerco de Budapeste
No final de dezembro de 1944, as forças do Eixo, incluindo o IX Corpo de Montanha SS (Croata), defendendo Budapeste, foram cercadas no Cerco de Budapeste. O IV Corpo Panzer SS (3.ª Divisão SS Totenkopf e 5.ª Divisão SS Wiking) foi ordenado ao sul para se juntar ao 6.º Exército de Hermann Balck (Grupo de Exércitos Balck), que estava se reunindo para um código de esforço de socorro denominado Operação Konrad.
Como parte da Operação Konrad I, o IV Corpo Panzer SS foi colocado em ação em 1 de janeiro de 1945, perto de Tata, com as colunas avançadas da 5.ª Divisão SS Wiking se chocando contra o 4.º Exército de Guardas soviético. Uma batalha pesada se seguiu, com as 5.ª Divisão SS Wiking e 3.ª Divisão SS Totenkopf destruindo muitos dos tanques soviéticos. Em três dias, suas pontas de lança panzer haviam percorrido 45 km, mais da metade da distância do ponto de partida até Budapeste. O Exército Vermelho manobrou forças para bloquear o avanço, parando-os em Bicske, a 28 km de Budapeste. Dois outros ataques, as Operações Konrad II e III, também falharam.
O Terceiro Exército Húngaro foi sitiado em Budapeste junto com o IX Corpo de Montanha SS (Croata) (8.ª Divisão de Cavalaria SS Florian Geyer e a 22.ª Divisão de Voluntários de Cavalaria Maria Theresia). O cerco durou de 29 de dezembro de 1944 até que a cidade se rendeu incondicionalmente em 13 de fevereiro de 1945. Apenas 170 homens da 22.ª Divisão de Voluntários de Cavalaria Maria Theresia conseguiram voltar às linhas alemãs.

### 1945

#### Expansão de 1945
A Waffen-SS continuou a se expandir em 1945. Em janeiro, a 32.ª Divisão de Granadeiros Voluntários da SS 30 Januar foi formada com os restos de outras unidades e funcionários da SS-Junkerschule. Em fevereiro, a Waffen-Grenadier-Brigade der SS "Charlemagne" foi promovida a uma divisão e se tornou conhecida como a 33.ª Divisão de Granadeiros Waffen SS Charlemagne (1.ª Francesa). Nessa época, contava com uma força de 7.340 homens. A Brigada de Granadeiros Voluntários SS Landstorm Nederland foi atualizado para a 34.ª Divisão de Granadeiros Voluntários SS Landstorm Nederland. A segunda divisão da Polícia SS ocorreu quando a 35.ª Divisão de Granadeiros da Polícia SS foi formada a partir de unidades da Polícia SS que haviam sido transferidas para a Waffen-SS. A Brigada de Oskar Dirlewanger foi reformada como a 36ª Divisão Waffen Grenadier da SS. Como agora havia uma verdadeira escassez de voluntários e recrutas da Waffen-SS, unidades do exército foram reunidas para fortalecê-lo. A terceira divisão de cavalaria SS, 37.ª Divisão de Voluntários de Cavalaria SS Lützow, foi formada com os restos das 8.ª Divisão de Cavalaria SS Florian Geyer e a 22.ª Divisão de Voluntários de Cavalaria Maria Theresia, que haviam sido virtualmente destruídos. A última divisão Waffen-SS foi a 38.ª Divisão de Granadeiros SS Nibelungen, formada por alunos e funcionários da SS-Junkerschule, mas consistia em apenas cerca de 6.000 homens, a força de uma brigada normal.

#### Operação Nordwind
A Operação Nordwind foi a última grande ofensiva alemã na Frente Ocidental. Tudo começou em 1 de janeiro de 1945 na Alsácia-Lorena, no nordeste da França, e terminou em 25 de janeiro. O ataque inicial foi conduzido por três Corpos do 1.º Exército. Em 15 de janeiro, pelo menos 17 divisões alemãs (incluindo unidades no Bolsão de Colmar) foram engajadas, incluindo o XIII Corpo do Exército SS (17.ª Divisão Panzergrenadier SS Götz von Berlichingen e 38.ª Divisão de Granadeiros SS Nibelungen), 6ª Divisão SS de Montanha Nord  e a 10.ª Divisão Panzer SS Frundsberg. Ao mesmo tempo, a Luftwaffe montou uma grande ofensiva sobre os céus da França. Cerca de 240 aviadores foram perdidos. Foi o 'último suspiro' da tentativa da Luftwaffe de retomar a supremacia aérea dos aliados ocidentais.

#### Operação Solstício
A Operação Solstício, ou "Batalha de Tanques Stargard" (fevereiro de 1945), foi uma das últimas operações ofensivas blindadas na Frente Oriental. Foi um contra-ataque limitado dos três Corpos do 11.º Exército Panzer SS, que estava sendo montado na Pomerânia, contra as pontas de lança da Primeira Frente Bielorrussa. Originalmente planejado como uma grande ofensiva, foi executado como um ataque mais limitado. Foi repelido pelo Exército Vermelho, mas ajudou a convencer o Alto Comando Soviético a adiar o ataque planejado a Berlim.
Inicialmente, o ataque atingiu uma surpresa total, atingindo as margens do Rio Ina e, no dia 17 de janeiro, Arnswalde. Fortes contra-ataques soviéticos interromperam o avanço e a operação foi cancelada. O III Corpo Panzer SS (Germânico) foi puxado de volta para Stargard e Estetino no norte do Rio Oder.

#### Ofensiva da Pomerânia Oriental
A Ofensiva da Pomerânia Oriental durou de 24 de fevereiro a 4 de abril, na Pomerânia e na Prússia Ocidental. As unidades Waffen-SS envolvidas foram as 11.ª Divisão Panzergrenadier de Voluntários SS Nordland, 20.ª Divisão de Granadeiros Waffen SS (1.ª Letã), 23.ª Divisão de Granadeiros Waffen SS Nederland, SS Langemarck, Legião Valona, todas no III Corpo Panzer SS (Germânico), e o X Corpo do Exército SS, que não comandava nenhum unidade SS.
Em março de 1945, o X Corpo do Exército SS foi cercado pelo 1.º Exército Blindado de Guardas, 3.º Exército de Choque e o 1º Exército Polonês na área de Dramburg. Este bolsão foi destruído pelo Exército Vermelho em 7 de março de 1945. Em 8 de março de 1945, as forças soviéticas anunciaram a captura do general Günther Krappe e 8.000 homens do X Corpo do Exército SS.

#### Operação Spring Awakening

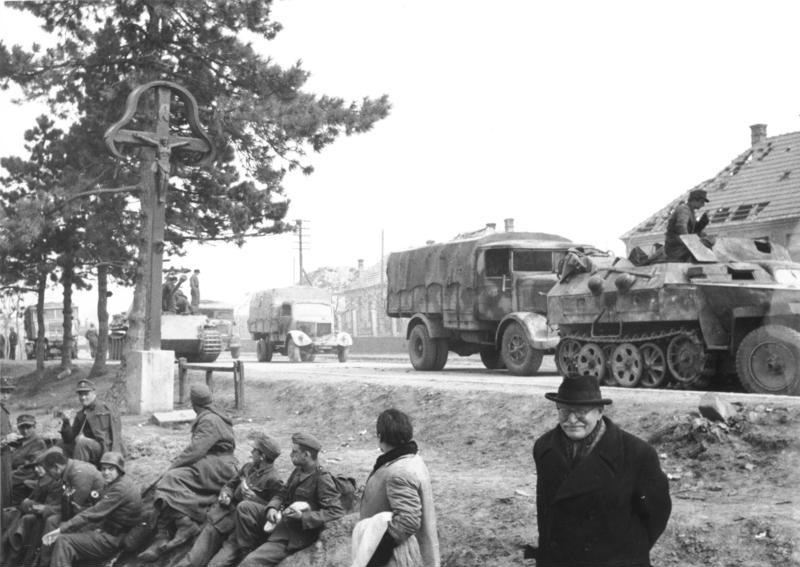
Unidades alemãs durante a ofensiva no Lago Balaton, março de 1945

Depois que a Ofensiva das Ardenas falhou, na estimativa de Adolf Hitler, os campos de petróleo de Nagykanizsa a sudoeste do Lago Balaton eram as reservas estrategicamente mais valiosas da Frente Oriental. As Divisões SS foram retiradas e reformadas na Alemanha Nazista em preparação para a Operação Spring Awakening (Frühlingserwachsen). Hitler ordenou ao 6.º Exército Panzer de Sepp Dietrich que tomasse a dianteira e se mudasse para a Hungria a fim de proteger os campos de petróleo e refinarias de lá. O 6.º Exército Panzer era composto pelo I Corpo Panzer SS (1.ª Divisão SS Leibstandarte SS Adolf Hitler e 12.ª Divisão Panzer SS Hitlerjugend) e pelo II Corpo Panzer SS (2.ª Divisão SS Das Reich e 10.ª Divisão Panzer SS Frundsberg). Também presente, mas não fazendo parte do 6.º Exército Panzer, estava o IV Corpo Panzer SS (3.ª Divisão SS Totenkopf e 5.ª Divisão SS Wiking).
Esta ofensiva final alemã no leste começou em 6 de março. As forças alemãs atacaram perto do Lago Balaton com o 6.º Exército Panzer avançando para o norte em direção a Budapeste e o 2.º Exército Panzer avançando para o leste e sul. O exército de Dietrich fez um "bom progresso" no início, mas conforme se aproximava do Rio Danúbio, a combinação do terreno lamacento e a forte resistência das forças soviéticas os paralisou. A esmagadora superioridade numérica do Exército Vermelho tornava qualquer defesa impossível, mas Hitler de alguma forma acreditava que a vitória era alcançável.
Após a Operação Spring Awakening, o 6.º Exército Panzer retirou-se em direção a Viena e envolveu-se no que ficou conhecido como Ofensiva de Viena. A única força importante para enfrentar o Exército Vermelho atacante foi o II Corpo Panzer SS (2.ª Divisão SS Das Reich e 3.ª Divisão SS Totenkopf), sob o comando de Wilhelm Bittrich, junto com forças compostas de guarnições e unidades antiaéreas. Viena caiu nas mãos das forças soviéticas em 13 de abril. O II Corpo Panzer SS de Bittrich havia partido para o oeste naquela noite para evitar o cerco. O LSSAH recuou para o oeste com menos de 1.600 homens e 16 tanques restantes.
Essa falha é famosa pela "ordem da braçadeira" que se seguiu. A ordem foi emitida para o comandante do 6.º Exército Panzer de Dietrich por Hitler, que afirmou que as tropas, e mais importante, o 1.ª Divisão SS Leibstandarte SS Adolf Hitler, "não lutaram como a situação exigia". Como uma marca de desgraça, as unidades Waffen-SS envolvidas na batalha foram obrigadas a remover seus títulos de manguito distintos. Dietrich não transmitiu a ordem às suas tropas.

#### Berlim
O Grupo de Exércitos Vístula foi formado em 1945 para proteger Berlim do avanço do Exército Vermelho. Combateram na Batalha de Seelow (16 a 19 de abril) e na Batalha de Halbe (21 de abril a 1 de maio), ambas são parte da Batalha de Berlim. A Waffen-SS foi representada pelo III Corpo Panzer SS (Germânico).
Em 23 de abril, o Brigadeführer Wilhelm Mohnke foi nomeado por Adolf Hitler como Comandante da Batalha para o distrito governamental central (setor Zitadelle), que incluía a Chancelaria do Reich e o Führerbunker. O posto de comando de Mohnke ficava nos bunkers da Chancelaria do Reich. Ele formou o Kampfgruppe Mohnke (Grupo de Batalha de Mohnke), dividido em dois regimentos fracos. Era composta pela LSSAH, substituições do LSSAH Treinamento e Batalhão de Reserva de Spreenhagan (sob Standartenfuhrer Anhalt), 600 homens da Begleit-Bataillon Reichsführer-SS, da Führer-Begleit-Company, e o grupo central, 800 homens do Batalhão de Guarda LSSAH designado para proteger o Führer.
Em 23 de abril, a Chancelaria do Reich ordenou ao Brigadeführer Gustav Krukenberg que seguisse para Berlim com seus homens, que foram reorganizados como Sturmbataillon ("batalhão de assalto") "Charlemagne". Entre 320 e 330 soldados franceses chegaram a Berlim em 24 de abril, após um longo desvio para evitar as colunas soviéticas avançando. Krukenberg também foi nomeado comandante do Setor de Defesa C de Berlim. Isso incluía a 11.ª Divisão Panzergrenadier de Voluntários SS Nordland, cujo comandante anterior, Joachim Ziegler, foi afastado do comando no mesmo dia. Em 27 de abril, após uma defesa inútil, os remanescentes do Nordland foram empurrados de volta para o distrito governamental central (setor Zitadelle) no setor de Defesa Z. Lá, a sede da Nordland de Krukenberg era apenas um vagão de trem na estação Stadtmitte U-Bahn. Os homens da Nordland estavam agora sob o comando geral de Mohnke. Entre os homens estavam tropas francesas, letãs e escandinavas da Waffen-SS.
Um pesado bombardeio de artilharia no distrito governamental central começou em 20 de abril de 1945 e durou até o fim das hostilidades. Sob o intenso bombardeio, as tropas SS ofereceram forte resistência que levou a combates de rua amargos e sangrentos com as forças do Exército Vermelho Soviético. Em 26 de abril, os defensores de Nordland foram empurrados de volta para o Reichstag e para a Chancelaria do Reich. Lá, nos próximos dias, os sobreviventes (principalmente soldados franceses da 33.ª Divisão de Granadeiros Waffen SS Charlemagne (1.ª Francesa)) lutaram em vão contra as forças do Exército Vermelho.

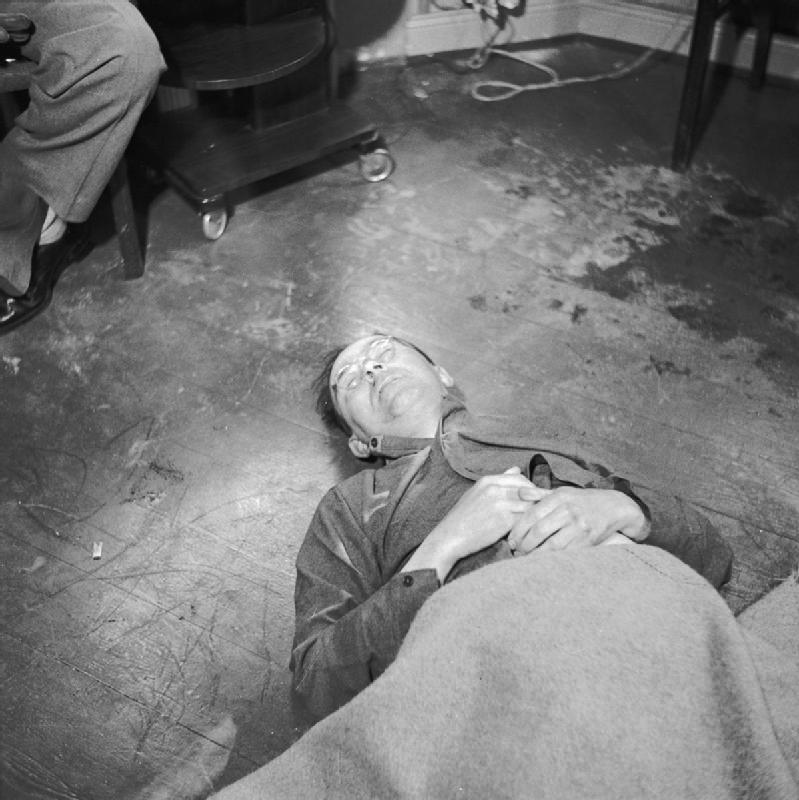
O cadáver de Heinrich Himmler após seu suicídio, maio de 1945

Em 30 de abril, após receber a notícia do suicídio de Hitler, foram emitidas ordens para que aqueles que o fizessem escapassem. Antes da fuga, Mohnke informou todos os comandantes que podiam ser contatados dentro do setor Zitadelle sobre a morte de Hitler e a fuga planejada. O intervalo começou às 23h do dia 1 de maio. Dez grupos principais tentaram seguir para o noroeste em direção a Mecklemburgo. A luta feroz continuou ao redor, especialmente na área da ponte Weidendammer. O que restou da Nordland sob o Brigadeführer Krukenberg lutou muito naquela área, mas a artilharia soviética, os canhões antitanque e os tanques destruíram os grupos. Vários grupos muito pequenos conseguiram alcançar os americanos na margem oeste do Rio Elba, mas a maioria, incluindo o grupo de Mohnke, não conseguiu passar pelos anéis soviéticos.
Heinrich Himmler fugiu e tentou se esconder. Usando uma folha de pagamento falsificada com o nome do sargento Heinrich Hitzinger, ele fugiu para o sul em 11 de maio, para Friedrichskoog. Em 21 de maio, Himmler e dois auxiliares foram detidos em um posto de controle criado por ex-prisioneiros de guerra soviéticos e depois foi entregue ao Exército Britânico. Em 23 de maio, depois que Himmler admitiu sua verdadeira identidade, um médico tentou examiná-lo. No entanto, Himmler mordeu uma pílula de cianeto escondida nos dentes. Ele morreu em 15 minutos.

## Divisões
Todas as divisões na Waffen-SS foram ordenadas em uma única série de números conforme formadas, independentemente do tipo. Um total de 38 foram formados, começando com os três iniciais em 1933 e aumentando para nove em 1945. Aqueles com etiquetas com nacionalidades foram, pelo menos, nominalmente recrutados a partir dessas nacionalidades. Muitas das unidades de numeração mais alta formadas posteriormente eram, na verdade, pequenos grupos de batalha (Kampfgruppen), e divisões apenas no nome.

## Comandantes
- Josef "Sepp" Dietrich, um ex-sargento do exército com formação camponesa, comandou o precursor da Waffen-SS, o Sonderkommando Berlin. Ele comandaria a 1.ª Divisão SS Leibstandarte SS Adolf Hitler desde o início até o regimento, brigada e divisão. Ele então recebeu o comando do I Corpo Panzer SS e, no final da guerra, era o comandante do 6.º Exército Panzer.[16]
- Paul Hausser, um ex-general do exército regular, foi escolhido por Heinrich Himmler para transformar o SS-VT em uma organização militar confiável. Ele foi o primeiro comandante divisionário da Waffen-SS quando o SS-VT foi formado em uma divisão para a Batalha da França. Ele passou a comandar o II Corpo Panzer SS e o 7.º Exército.[168]
- Artur Phleps, um ex-general romeno que se juntou à Waffen-SS, levantou e comandou a 7.ª Divisão Voluntária de Montanha SS Prinz Eugen, em seguida, subiu para comandar o V Corpo de Montanha SS que lutou contra os Partisans iugoslavos.[169]
- Felix Steiner, outro ex-oficial do exército e veterano da Primeira Guerra Mundial. Ele recebeu o comando do regimento SS Deutschland. Ele é creditado com a criação de pequenos grupos de batalha móveis. Ele armou seus homens com submetralhadoras e granadas em vez de rifles e distribuiu roupas de camuflagem. Ele comandou a 5.ª Divisão SS Wiking e o III Corpo Panzer SS (Germânico).[29]

## Baixas
O historiador militar Rüdiger Overmans estima que a Waffen-SS teve 314.000 mortos. As taxas de baixas não eram significativamente mais altas do que na Wehrmacht em geral e eram comparáveis às das divisões blindadas do exército e das formações de paraquedistas da Luftwaffe.

## Crimes

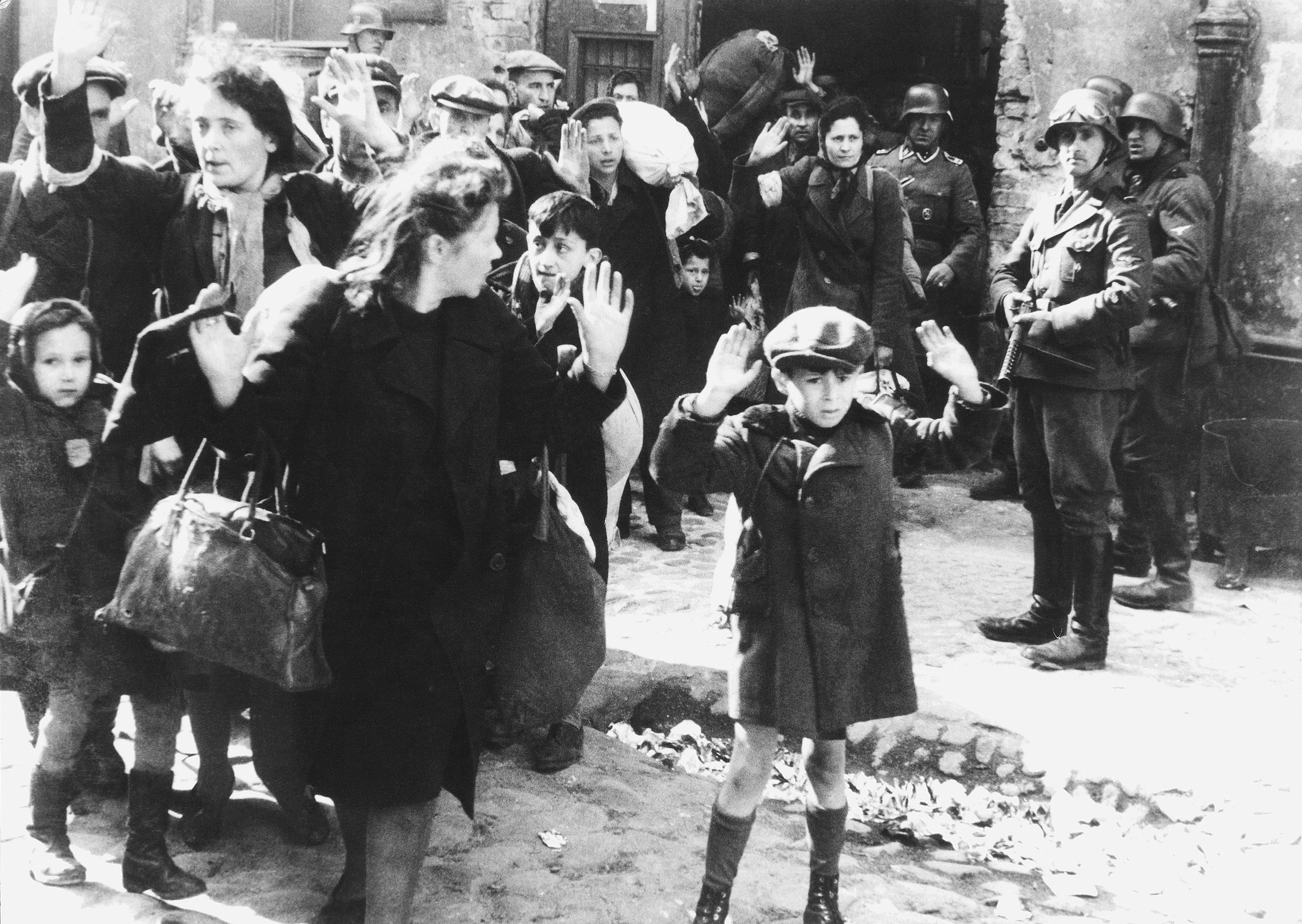
Homens da SS prendendo judeus e deportando para um campo de extermínio durante o Levante do Gueto de Varsóvia

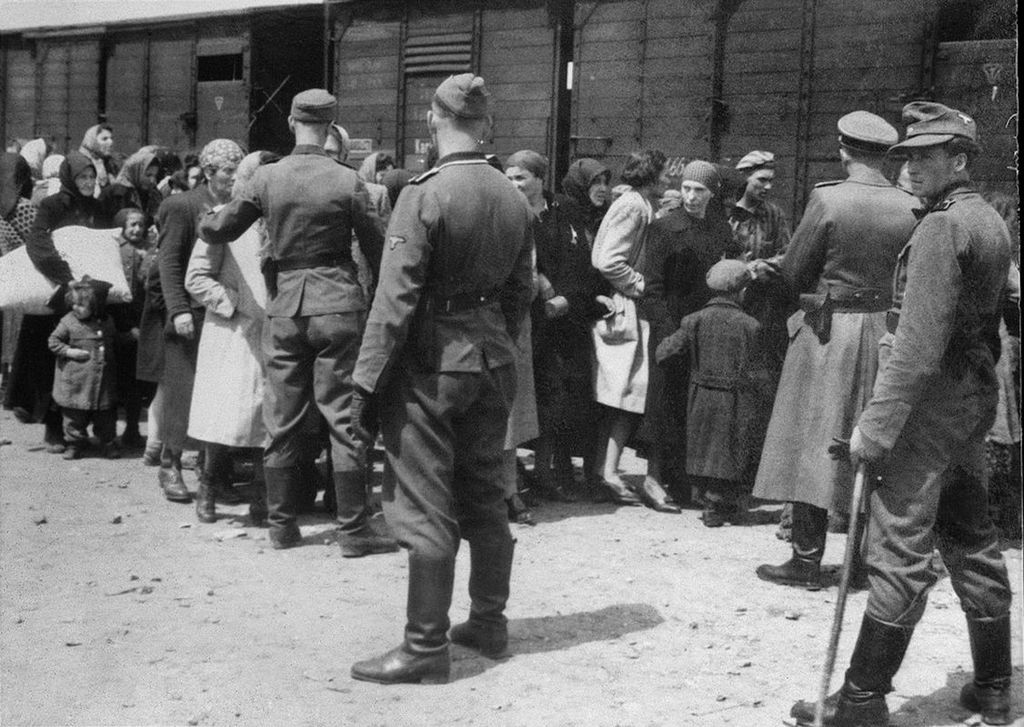
Stefan Baretzki (direita), um soldado da Waffen-SS, participando de uma seleção no campo de concentração de Auschwitz

O Allgemeine SS era responsável pela administração dos campos de concentração e de extermínio. Muitos membros dela e da SS-Totenkopfverbände posteriormente se tornaram membros da Waffen-SS, formando o núcleo inicial da 3.ª Divisão SS Totenkopf. Vários médicos da SS que eram membros da Waffen-SS foram condenados por crimes durante os "Julgamentos dos Médicos" em Nuremberg, realizados entre 1946 e 1947, por causa da experimentos humanos nazistas que realizaram nos campos.
De acordo com o Modern Genocide: The Definitive Resource and Document Collection, a Waffen-SS desempenhou um "papel fundamental" na guerra ideológica de extermínio (Vernichtungskrieg), e não apenas como formações de segurança na linha de frente ou na retaguarda: um terço dos membros dos Einsatzgruppen (esquadrões móveis da morte) responsáveis pelo assassinato em massa, especialmente de judeus, eslavos e comunistas, foram recrutados entre o pessoal da Waffen-SS antes da invasão da União Soviética. O escritório de construção da Waffen-SS construiu as câmaras de gás em Auschwitz, e, de acordo com Rudolf Höß, cerca de 7.000 serviram como guardas naquele campo.
Muitos membros e unidades da Waffen-SS foram responsáveis por crimes de guerra contra civis e militares aliados. Depois da guerra, a organização Schutzstaffel (SS) como um todo foi considerada uma organização criminosa pelo governo alemão do pós-guerra. Formações como as Brigadas de Oskar Dirlewanger e Bronislav Kaminski foram escolhidas, e muitas outras participaram de massacres em grande escala ou assassinatos em pequena escala, como o assassinato de 34 soldados aliados capturados ordenados por Josef Kieffer durante a Operação Bulbasket em 1944, ou assassinatos perpetrados por Heinrich Boere. As unidades Waffen-SS listadas foram responsáveis pelos seguintes massacres:
- Massacre de Wormhoudt pela 1.ª Divisão SS Leibstandarte SS Adolf Hitler, 1940, França[57]
- Massacre de Le Paradis pela 3.ª Divisão SS Totenkopf, 1940, França[177]
- Pântanos de Pripyat (operação punitiva) pela Brigada de Cavalaria da SS, 1941, União Soviética[178]
- Massacre de Ascq pela 12.ª Divisão Panzer SS Hitlerjugend, 1944, França
- Massacre de Tulle pela 2.ª Divisão SS Das Reich, 1944, França[179]
- Massacre de Oradour-sur-Glane pela 2.ª Divisão SS Das Reich, 1944, França[180]
- Massacre de Ochota pela 29.ª Divisão de Granadeiros Waffen SS "RONA" (1.ª Rússia), 1944, Polônia
- Massacre de Wola pela SS-Sturmbrigade Dirlewanger, 1944, Polônia
- Massacre de Huta Pieniacka pela 14.ª Divisão de Granadeiros da Waffen SS Galizien (1.ª Ucraniana), Polônia

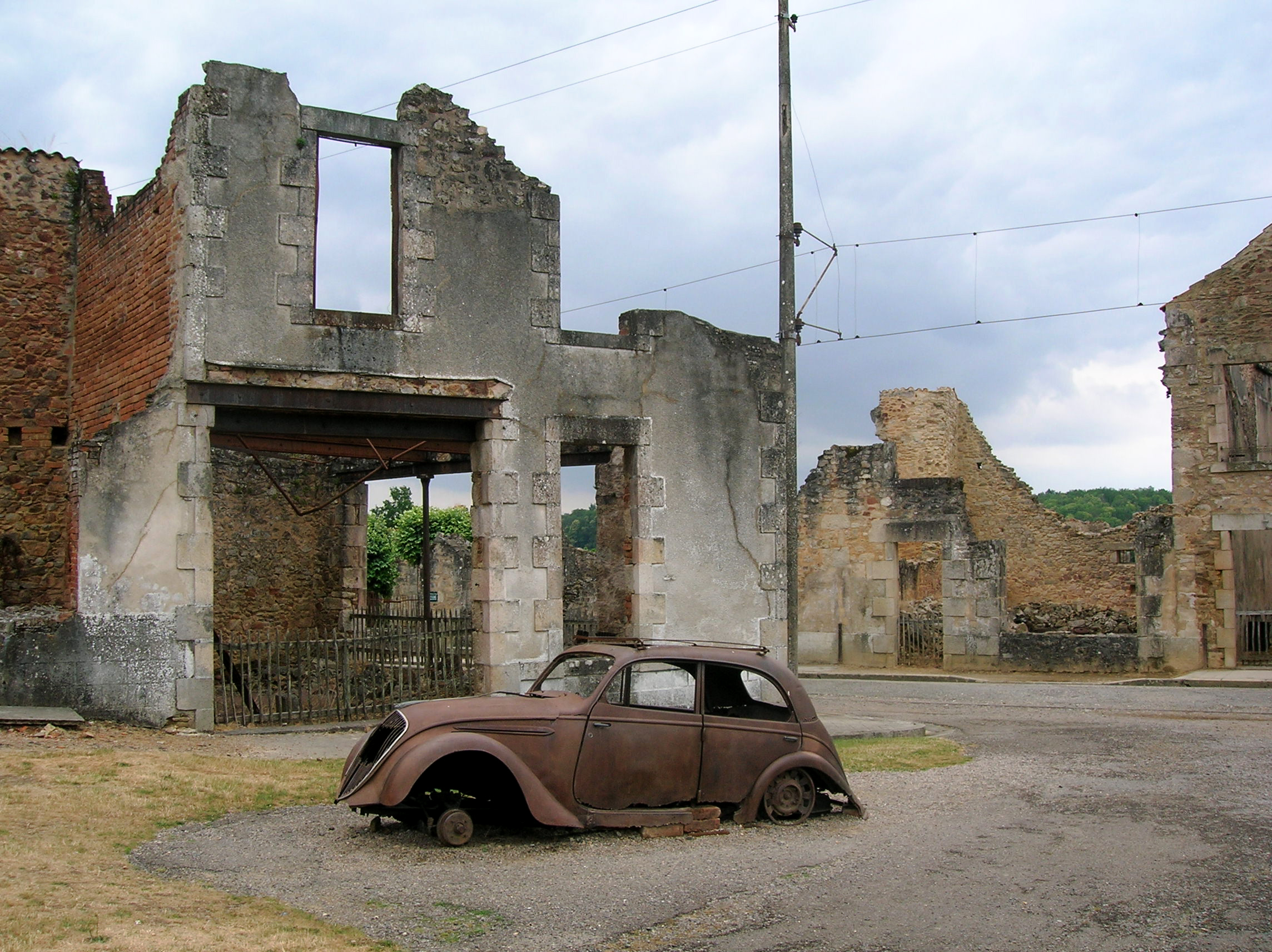
Carros e prédios queimados ainda podem ser vistos pelos restos da vila original em Oradour-sur-Glane, deixados pela 2.ª Divisão SS Das Reich

- Massacre de Graignes pela 17.ª Divisão Panzergrenadier SS Götz von Berlichingen, 1944, França
- Massacre de Maillé pela 17.ª Divisão Panzergrenadier SS Götz von Berlichingen, 1944, França
- Massacre de Marzabotto pela 16.ª Divisão Panzergrenadier SS Reichsführer-SS, 1944, Itália
- Massacre de Malmedy pelo 1.ª Divisão SS Leibstandarte SS Adolf Hitler, 1944, Bélgica[181]
- Massacre de Ardeatine por dois oficiais da SS, 1944, Itália
- Massacre de Distomo pela 4ª Divisão SS Polizei, 1944, Grécia[180]
- Massacre de Sant'Anna di Stazzema pela 16.ª Divisão Panzergrenadier SS Reichsführer-SS, 1944, Itália
- Massacre da Abadia de Ardenne pela 12.ª Divisão Panzer SS Hitlerjugend, 1944, França

A ligação da SS-VT com a SS-Totenkopfverbände (SS-TV) em 1938 levantou questões importantes sobre os crimes da Waffen-SS, uma vez que a SS-TV já era responsável pela prisão, tortura e assassinato de judeus e outros oponentes políticos, fornecendo o pessoal para guarnecer os campos de concentração. Seu líder, Theodor Eicke, que era o comandante de Dachau, inspetor dos campos e assassino de Ernst Röhm, mais tarde se tornou o comandante da 3.ª Divisão SS Totenkopf. Com a invasão da Polônia, as tropas SS-Totenkopfverbände foram chamadas a executar as chamadas "medidas policiais e de segurança" nas áreas de retaguarda. O que essas medidas implicaram é demonstrado pelo registro de SS Totenkopf Standarte Brandenburg. Ele chegou a Włocławek em 22 de setembro de 1939 e embarcou em uma "ação judaica" de quatro dias que incluiu o incêndio de sinagogas e a execução em massa dos líderes da comunidade judaica. Em 29 de setembro, o Standarte viajou para Bydgoszcz para realizar uma "ação de intelectualidade". Aproximadamente 800 civis poloneses e o que o Sicherheitsdienst (SD) chamou de "líderes da resistência em potencial" foram mortos. Mais tarde, a formação se tornou a 3.ª Divisão SS Totenkopf, mas desde o início eles estavam entre os primeiros executores de uma política de extermínio sistemático.

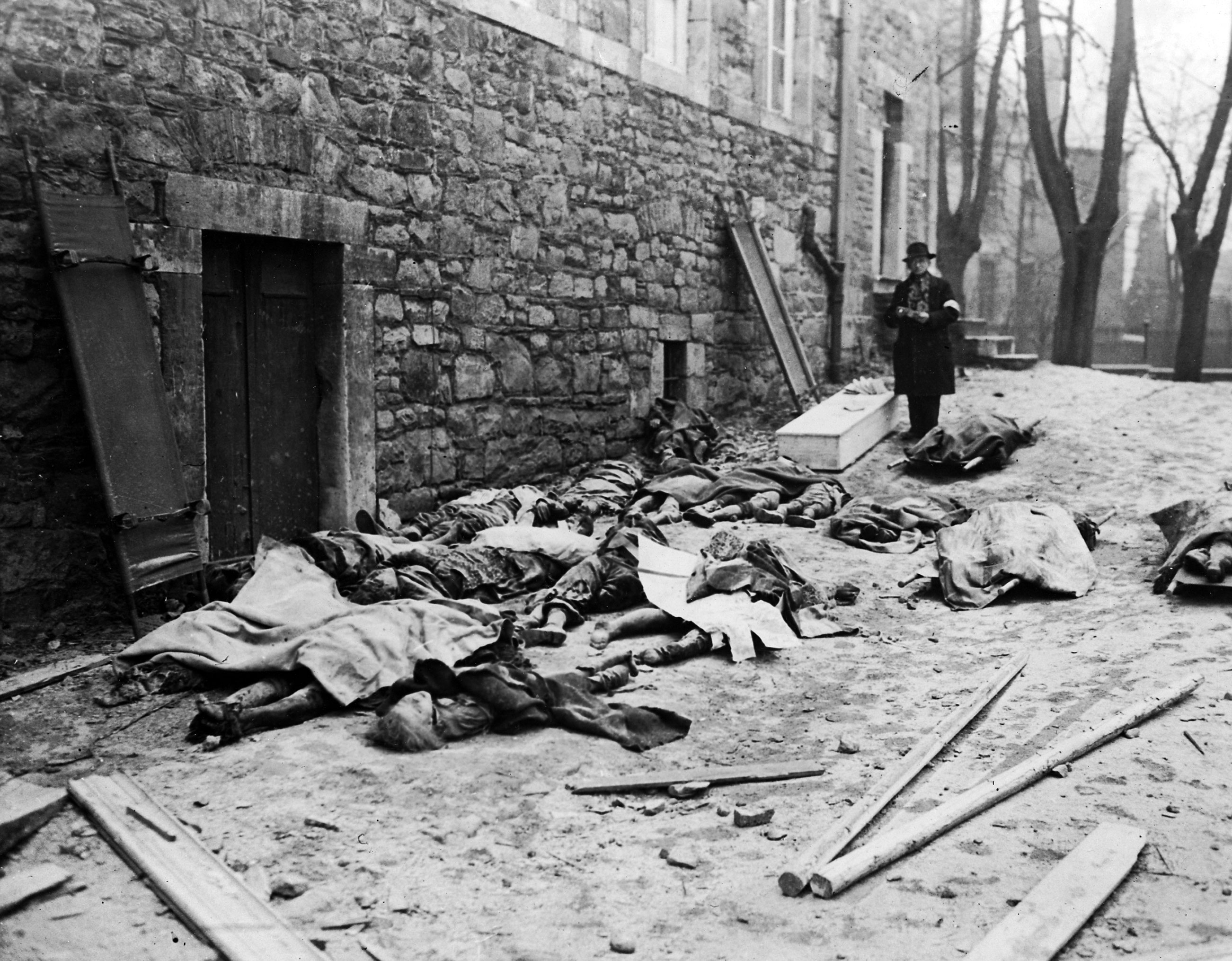
Civis belgas mortos por unidades alemãs durante a Batalha das Ardenas

As formações Waffen-SS foram consideradas culpadas de crimes de guerra, especialmente nas fases de abertura e encerramento da guerra. Além de atrocidades documentadas, as unidades Waffen-SS ajudaram a prender os judeus do Leste Europeu para deportação e utilizaram táticas de terra arrasada durante as operações de segurança da retaguarda. Alguns membros da Waffen-SS convalesceram em campos de concentração, de onde foram retirados, servindo como guarda. Outros membros da Waffen-SS estavam mais diretamente envolvidos no genocídio.
O fim da guerra viu vários julgamentos de crimes de guerra, incluindo o Julgamento do Massacre de Malmedy. As acusações relacionavam-se ao massacre de mais de 300 prisioneiros americanos nas proximidades de Malmedy, entre 16 de dezembro de 1944 e 13 de janeiro de 1945, e ao massacre de 100 civis belgas, principalmente nas proximidades de Stavelot.
Durante os Julgamentos de Nuremberg, a Waffen-SS foi declarada uma organização criminosa por seu grande envolvimento em crimes de guerra e por ser "parte integrante" da SS. Uma exceção foi feita para recrutas que não tiveram a opção de ingressar nas fileiras e não cometeram "tais crimes". Eles estavam determinados a serem isentos.

## Pós-guerra

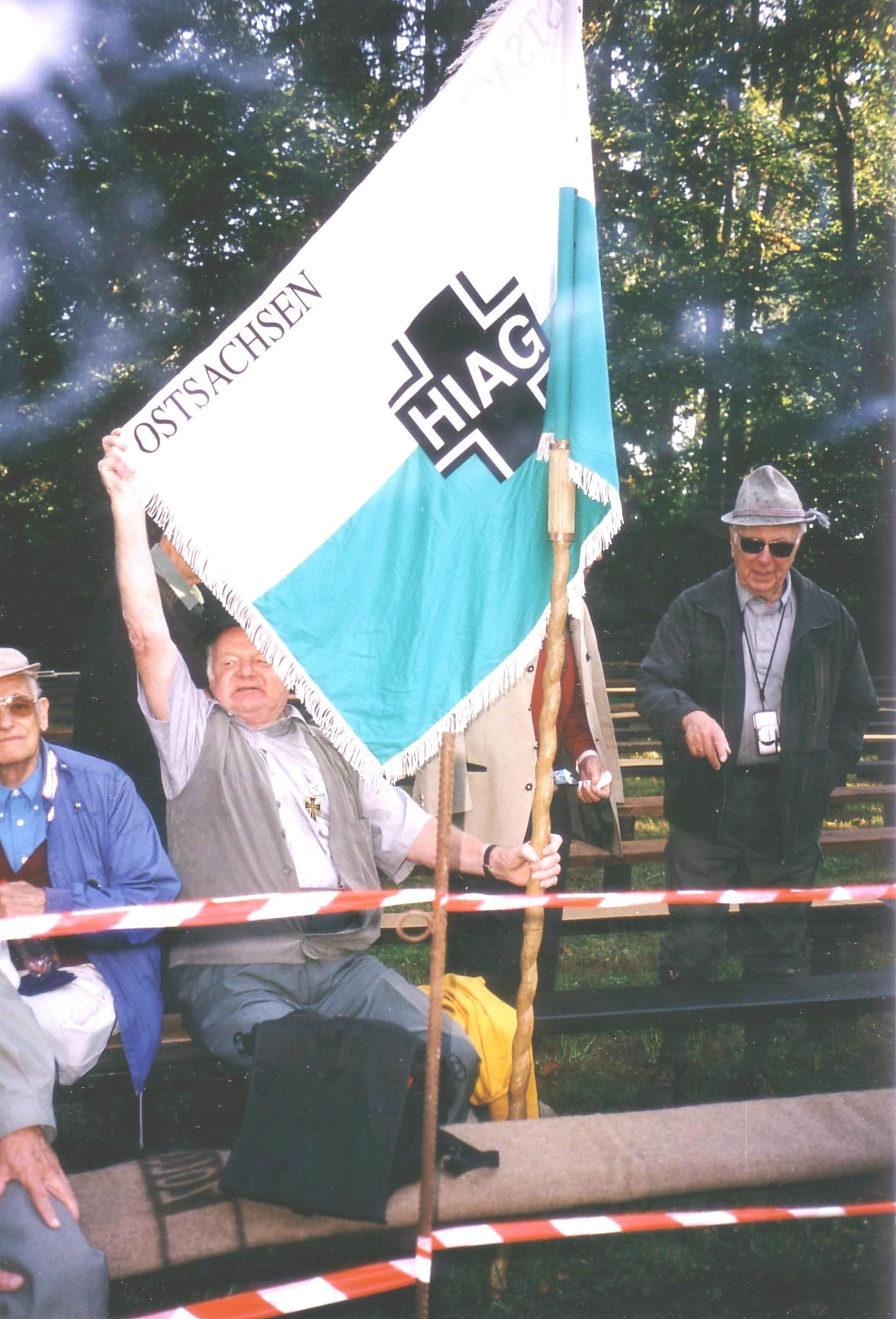
Grupo tradicional "HIAG Ostsachsen" no Encontro de Ulrichsberg em 2003

### Veteranos da Waffen-SS na Alemanha do pós-guerra
Os veteranos da Waffen-SS na Alemanha do pós-guerra desempenharam um grande papel, por meio de publicações e pressão política, nos esforços para reabilitar a reputação da Waffen-SS, que havia cometido muitos crimes de guerra durante a Segunda Guerra Mundial. Políticos alemães de alto escalão, como Konrad Adenauer, Franz Josef Strauß e Kurt Schumacher cortejaram ex-membros da Waffen-SS e sua organização veterana, HIAG, em um esforço para explorar o potencial do eleitor e ajudaram a desviar a culpa por crimes de guerra para outros ramos da Schutzstaffel (SS). Um pequeno número de veteranos serviu nas novas forças armadas alemãs, a Bundeswehr, o que gerou inquietação nacional e internacional a respeito de como isso afetaria a natureza democrática do novo exército.
O major-general da SS Heinz Lammerding, que comandou a 2.ª Divisão SS Das Reich, que perpetrou os massacres de Tulle e Oradour-sur-Glane na França ocupada, morreu em 1971, após uma carreira de negócios bem-sucedida na Alemanha Ocidental. O governo da Alemanha Ocidental se recusou a extraditá-lo para a França.
Uma revisão histórica na Alemanha do impacto dos veteranos da Waffen-SS na sociedade alemã do pós-guerra continua, e vários livros sobre o assunto foram publicados nos últimos anos.
Os veteranos da Waffen-SS receberam pensões (Lei de Assistência às Vítimas de Guerra da Alemanha Ocidental ou "Bundesversorgungsgesetz") do governo alemão. De acordo com o The Times of Israel, "os benefícios vêm por meio da Lei Federal de Pensão, que foi aprovado em 1950 para apoiar as vítimas da guerra, sejam civis ou veteranos da Wehrmacht ou Waffen-SS".
Em 22 de junho de 2005, o tribunal militar italiano em La Spezia considerou dez ex-oficiais e ex-suboficiais da Waffen-SS que viviam na Alemanha culpados de participação no Massacre de Sant'Anna di Stazzema e os condenou In absentia à prisão perpétua. No entanto, os pedidos de extradição da Itália foram rejeitados pela Alemanha.

### Países Bálticos

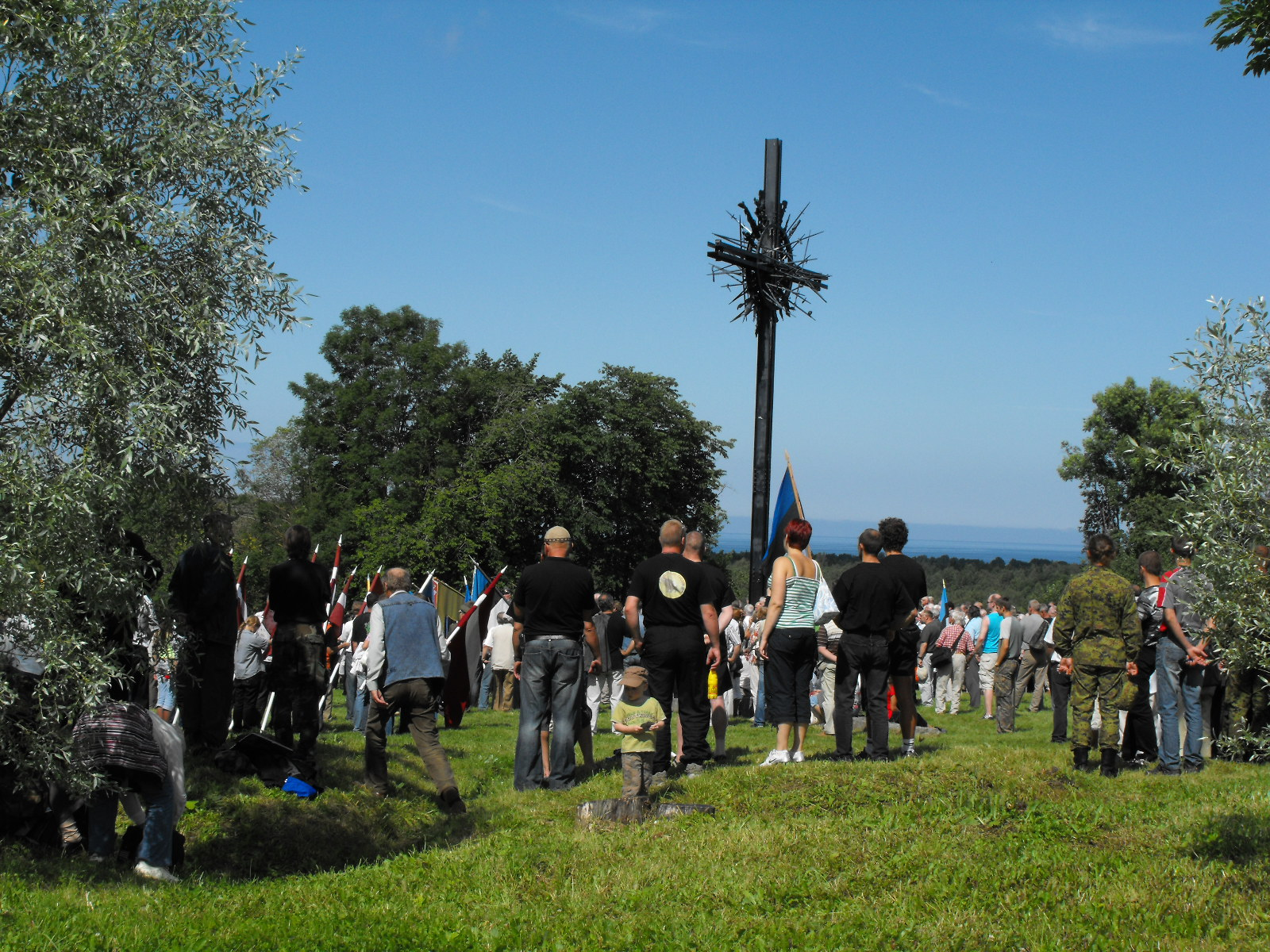
Comemoração da Batalha da Linha Tannenberg em 2009.

Em 1990, os veteranos da Legião Letã começaram a comemorar o Dia do Legionário (Leģionāru diena) na Letônia. Em 21 de fevereiro de 2012, a Comissão do Conselho da Europa contra o Racismo e a Intolerância publicou o seu relatório sobre a Letônia (quarto ciclo de monitoramento), no qual condena as comemorações de pessoas que lutaram na Waffen-SS.
Os veteranos da 20.ª Divisão de Granadeiros Waffen SS (1.ª Letã) estão entre os participantes da comemoração anual da Batalha da Linha Tannenberg nas Colinas Sinimäed, na Estônia.

### HIAG
HIAG (alemão: Hilfsgemeinschaft auf Gegenseitigkeit der Angehörigen der ehemaligen Waffen-SS, literalmente "Associação de ajuda mútua de ex-membros da Waffen-SS") foi um grupo de interesse e uma organização de veteranos revisionistas fundada por ex-oficiais de alto escalão da Waffen-SS na Alemanha Ocidental em 1951. Fez campanha pela reabilitação jurídica, econômica e histórica da Waffen-SS, usando contatos com partidos políticos para manipulá-los para seus fins. Kurt Meyer, um criminoso de guerra condenado, era o porta-voz mais eficaz do HIAG.
O revisionismo histórico do HIAG englobava esforços de propaganda multifacetada, incluindo periódicos, livros e discursos públicos, ao lado de uma editora que servia de plataforma para seus objetivos publicitários. Este extenso corpo de trabalho, 57 títulos de livros e mais de 50 anos de periódicos mensais, foi descrito pelos historiadores como uma apologia revisionista: [a] "coro de auto-justificação"; "cadinho do revisionismo histórico"; alegações "falsas" e "ultrajantes"; "as obras mais importantes da literatura apologista [Waffen-SS]" (em referência aos livros de Paul Hausser e Felix Steiner); e "desculpando a crônica em vários volumes" (em referência à história da 1.ª Divisão SS Leibstandarte SS Adolf Hitler).
Sempre em contato com seu passado nazista, o HIAG foi objeto de significativa polêmica, tanto na Alemanha Ocidental quanto no exterior, desde sua fundação. A organização derivou para o extremismo de direita em sua história posterior. Foi dissolvida em 1992 a nível federal, mas grupos locais, juntamente com o periódico mensal da organização, continuaram a existir pelo menos na década de 2000.
Enquanto a liderança do HIAG alcançou apenas parcialmente os objetivos de reabilitação legal e econômica da Waffen-SS, ficando aquém de suas "fantasias extravagantes sobre o passado e futuro [da Waffen-SS]", os esforços de propaganda do HIAG levaram a uma reformulação da imagem da Waffen-SS na cultura popular. Os resultados ainda são sentidos, com trabalhos acadêmicos sendo abafados por uma "verdadeira avalanche de títulos", incluindo estudos históricos amadores, memórias, livros ilustrados, sites e jogos de guerra.

### Citações
1. ↑  Neitzel & Welzer 2012, p. 290.
2. ↑  Stein 2002, pp. xxiv, xxv, 150, 153.
3. ↑  Stein 2002, p. 23.
4. ↑  Marrus, Michael R. (1989). The Nazi Holocaust. Part 3: The "Final Solution": The Implementation of Mass Murder (Vol.2). Berlin: De Gruyter. p. 459. ISBN 978-0-88736-255-2
5. ↑  Stackelberg 2002, p. 116.
6. ↑  Langer & Rudowski 2008, p. 263.
7. ↑  Król 2006, pp. 452, 545.
8. ↑  Rolf-Dieter Müller; Gerd R. Ueberschär (1997). Hitler's War in the East, 1941-1945: A Critical Assessment. [S.l.]: Berghahn Books. p. 244. ISBN 978-1-57181-068-7
9. ↑  Borodziej, Włodzimierz (1985). «Ruch oporu w Polsce w ś wietle tajnych akt niemieckich, Część IX» [The resistance movement in Poland in the light of the German secret files, Part IX]. Kierunki (em polaco) (16)
10. ↑  Król 2006, p. 452.
11. ↑  Borodziej, Włodzimierz (1985). Terror i polityka: policja niemiecka a polski ruch oporu w GG 1939-1944 [Terror and politics: the German police and the Polish resistance movement in the General Government 1939-1944] (em polaco). Warsaw: Instytut Wydawniczy Pax. p. 86. ISBN 83-211-0718-4
12. ↑  Spajić, Hrvoje (2010). Waffen-SS: Mračne sile zločinačke politike - Vojnici nacionalsocijalizma 1933.-45 [Waffen-SS: The Dark Forces of Criminal Politics - Soldiers of National Socialism 1933-45] (em croata). Zagreb: Naklada Stih. p. 9
13. ↑  «Two Hundred and Seventeenth Day». Nuremberg Trial Proceedings. Lillian Goldman Law Library. 30 de setembro de 1946  – via Avalon Project
14. ↑  Laar, Mart (2005). «Battles in Estonia in 1944». Estonia in World War II. Tallinn: Grenamder. pp. 32–59. ISBN 9949-411-93-9
15. ↑  McDonald, Gabrielle Kirk; Swaak-Goldman, Olivia (2000). Substantive and Procedural Aspects of International Criminal Law: The Experience of International and National Courts: Materials. [S.l.]: Brill Publishers. p. 695. ISBN 90-411-1134-4
16. 1 2 3 4 5  Flaherty 2004, p. 144.
17. 1 2  Cook & Bender 1994, pp. 17, 19.
18. ↑  Kershaw 2008, pp. 306–313.
19. ↑  Kershaw 2008, pp. 309–313.
20. 1 2  Flaherty 2004, p. 145.
21. ↑  Westemeier 2007, p. 25.
22. ↑  Parker 2014, pp. 14–17.
23. ↑  Weale 2012, p. 202.
24. ↑  Weale 2012, pp. 201–204.
25. ↑  Weale 2010, p. 204.
26. ↑  Longerich 2012, p. 220.
27. ↑  Wegner 1990, pp. 240 - table 14.2, 243–244, 247, 248 - table 14.4, 261, 262.
28. ↑  Tauber Volume I 1967, pp. 335–336.
29. 1 2  Flaherty 2004, p. 147.
30. 1 2 3  Flaherty 2004, p. 148.
31. 1 2 3 4  Windrow & Burn 1992, pp. 7–8.
32. ↑  Longerich 2012, pp. 500, 674.
33. ↑  Longerich 2012, p. 769.
34. ↑  Gerwarth, Robert; Böhler, Jochen (2016). The Waffen-SS: A European History. [S.l.]: Oxford University Press. p. 200. ISBN 978-0-19250-782-2
35. ↑  Stein 2002, pp. 4–8, 27.
36. 1 2 3 4 5 6 7 8 9  Flaherty 2004, p. 149.
37. ↑  Stein 2002, pp. 27, 28, 33, 34.
38. ↑  Stein 2002, pp. xxii, 35, 36.
39. ↑  Stein 2002, p. 24.
40. ↑  Reitlinger 1989, p. 84.
41. ↑  Butler 2001, p. 45.
42. ↑  Rossino 2003, pp. 114, 159–161.
43. ↑  Sydnor 1990, p. 37.
44. ↑  Wardzyńska, Maria (2009). Był rok 1939. Operacja niemieckiej policji bezpieczeństwa w Polsce. Intelligenzaktion [The year was 1939. Operation of German security police in Poland. Intelligenzaktion] (PDF) (em polaco). [S.l.]: Institute of National Remembrance, IPN (Portal edukacyjny Instytutu Pamięci Narodowej). 8-10/356. ISBN 978-83-7629-063-8. Oblicza się, że akcja "Inteligencja" pochłonęła ponad 100 tys. ofiar. Translation: It is estimated that Intelligenzaktion took the lives of 100,000 Poles. [p. 8.]
45. ↑  Flaherty 2004, pp. 149–150.
46. 1 2  Flaherty 2004, p. 150.
47. ↑  Flaherty 2004, p. 151.
48. ↑  Flaherty 2004, p. 152.
49. ↑  Stein 2002, pp. 62–64.
50. 1 2 3 4 5  Flaherty 2004, p. 154.
51. ↑  Harman 1980, p. 100.
52. ↑  Flaherty 2004, pp. 143, 154.
53. 1 2  Flaherty 2004, p. 155.
54. ↑  Cooper, D. (22 de fevereiro de 2004). «WW2 People's War: Le Paradis: The murder of 97 soldiers in a French field on the 26/27th May 1940». BBC Online. Consultado em 28 de fevereiro de 2016
55. ↑  Jackson 2001, pp. 285–288.
56. ↑  Butler 2001, pp. 81–83.
57. 1 2  Weale 2012, pp. 251–253.
58. 1 2  Flaherty 2004, p. 143.
59. ↑  Flaherty 2004, p. 156.
60. ↑  Stein 2002, p. 102.
61. ↑  Stein 2002, pp. 7, 103–106.
62. ↑  Stein 2002, pp. 150, 153.
63. 1 2  Flaherty 2004, pp. 160, 161.
64. ↑  Evans 2008, p. 153.
65. ↑  Flaherty 2004, p. 163.
66. ↑  Flaherty 2004, pp. 162, 163.
67. ↑  Weale 2012, p. 297.
68. 1 2 3 4  Flaherty 2004, p. 165.
69. ↑  Stein 2002, p. 104.
70. 1 2 3 4  Windrow & Burn 1992, p. 9.
71. 1 2 3  Flaherty 2004, p. 166.
72. 1 2 3  Flaherty 2004, p. 168.
73. 1 2  Hannes & Naumann 2000, p. 136.
74. ↑  Browning 2007, p. 279.
75. ↑  Pieper 2015, pp. 52–53.
76. ↑  Pieper 2015, pp. 62, 80.
77. ↑  Pieper 2015, p. 81.
78. ↑  Browning 2007, p. 280.
79. ↑  Cuppers 2006, p. 279.
80. ↑  Pieper 2015, pp. 86, 88–89.
81. ↑  Pieper 2015, pp. 119–120.
82. ↑  Miller 2006, p. 310.
83. ↑  Pieper 2015, p. 120.
84. 1 2  Stein 2002, p. 171.
85. ↑  Mitcham 2007, p. 148.
86. 1 2  Reynolds 1997, p. 9.
87. ↑  Fellgiebel 2000, p. 59.
88. ↑  Wegner 1990, pp. 307, 313, 325, 327–331.
89. 1 2  Flaherty 2004, p. 173.
90. ↑  Flaherty 2004, pp. 173–174.
91. ↑  Margry 2001, p. 20.
92. ↑  Reynolds 1997, p. 10.
93. ↑  Stroop 1943.
94. ↑  Holocaust Memorial Museum.
95. ↑  Bergstrom 2007, p. 81.
96. ↑  Fritz 2011, p. 350.
97. ↑  Evans 2008, pp. 488–489.
98. ↑  McNab 2009, pp. 68, 70.
99. 1 2 3 4  Reynolds 1997, p. 15.
100. ↑  Bishop & Williams 2003, p. 98.
101. ↑  Thomson 2004.
102. ↑  Stein 2002, pp. 184, 185, 194.
103. ↑  Williamson & Andrew 2004, p. 4.
104. ↑  Williamson & Andrew 2004, pp. 5–6.
105. ↑  Stein 2002, p. 189.
106. ↑  Tessin 1977, p. 400.
107. ↑  Tessin 1966, p. 37.
108. ↑  Tessin 1970, p. 5.
109. ↑  Zetterling & Frankson 2008, p. 335.
110. ↑  Nash 2002, p. 366.
111. ↑  Eyre 2006, pp. 343–376.
112. ↑  Mitcham 2001, pp. 261–262.
113. 1 2  Reynolds 1997, p. 131.
114. ↑  Reynolds 1997, p. 145.
115. ↑  Latimer 2001.
116. ↑  Götz von Berlichingen Diary.
117. ↑  Fey 2003, p. 145.
118. ↑  Jarymowycz 2001, p. 196.
119. ↑  Hastings 2006, p. 306.
120. ↑  McGilvray 2005, p. 54.
121. 1 2  Bercuson 2004, p. 233.
122. ↑  BBC News 2003.
123. ↑  Jewish Virtual Library, Sant'Anna massacre.
124. ↑  BBC News 2007.
125. ↑  Harclerode 2005, pp. 455–456.
126. ↑  Ellis 2004, pp. 313–315.
127. ↑  «RONA – Russian National Liberation Army (Russkaya Osvoboditelnaya Narodnaya Armiya)». Warsaw Uprising. Project InPosterum. 2016. Consultado em 21 de julho de 2019
128. 1 2  Bell 1966, pp. 89–91.
129. ↑  Conot 1984, pp. 278–281.
130. ↑  Kirchmayer 1978, p. 367.
131. ↑  United States History.
132. ↑  Weinberg 1994, p. 767.
133. ↑  Weinberg 1994, pp. 767–769.
134. ↑  Stein 2002, p. 232.
135. ↑  Murray & Millett 2001, p. 468.
136. ↑  Reynolds 2003.
137. ↑  US Memorial Wereth.
138. ↑  Zwack 1999.
139. ↑  Littlejohn 1987, pp. 170, 172.
140. ↑  100th Division.
141. ↑  Beevor 2002, p. 91.
142. ↑  Raus 2005, pp. 324–332.
143. ↑  Tessin 1973, p. 164.
144. ↑  Ustinow 1981, p. 179.
145. ↑  Schramm 1982, p. 1156.
146. ↑  Duffy 2002, p. 293.
147. ↑  Seaton 1971, p. 537.
148. ↑  Duffy 2002, p. 294.
149. 1 2  Stein 2002, p. 238.
150. ↑  Ziemke 1968, p. 450.
151. ↑  Ustinow 1981, pp. 238–239.
152. ↑  Gosztony 1978, p. 262.
153. ↑  McNab 2013, p. 280.
154. ↑  Dollinger 1967, p. 198.
155. 1 2 3  Fischer 2008, pp. 42–43.
156. ↑  Stein 2002, p. 162.
157. ↑  Forbes 2010, pp. 396–398.
158. ↑  Beevor 2002, p. 301.
159. ↑  Beevor 2002, p. 323.
160. ↑  Stein 2002, p. 246.
161. ↑  McNab 2013, pp. 328, 330, 338.
162. ↑  Beevor 2002, pp. 365–367, 372.
163. ↑  Weale 2012, p. 407.
164. 1 2  Fischer 2008, p. 49.
165. ↑  Bend Bulletin 1945.
166. ↑  Longerich 2012, pp. 1–3.
167. ↑  Stein, George H. (1984). «Operation Barbarossa». The Waffen SS: Hitler's Elite Guard at War, 1939-1945. [S.l.]: Cornell University Press. pp. 119–120. ISBN 0801492750. (pede registo (ajuda)). Polizei+Division+17,347.
168. 1 2  Flaherty 2004, p. 146.
169. ↑  Stein 2002, p. 210.
170. ↑  Overmans 2000, p. 266.
171. ↑  Neitzel & Welzer 2012, p. 300.
172. ↑  Bartrop & Jacobs 2014, p. 1424.
173. ↑  Langbein 2005, pp. 22, 254.
174. ↑  Langbein 2005, p. 280.
175. ↑  Stein 2002, pp. 75–76, 276–280.
176. ↑  Zimmermann 2004.
177. ↑  Stein 2002, pp. 75–76.
178. ↑  Miller 2006, pp. 309, 310.
179. ↑  Stein 2002, p. 276.
180. 1 2  Stein 2002, p. 277.
181. ↑  Stein 2002, pp. 278–280.
182. 1 2  Stein 2002, p. 251.
183. ↑  WBSTV 2007.
184. ↑  US War Department 1948.
185. ↑  Flaherty 2004, pp. 155, 156.
186. ↑  «Judgement : The Accused Organizations». Proceedings of the International Military Tribunal, Nuremberg, Germany. Lillian Goldman Law Library. Consultado em 7 de junho de 2019 – via Avalon Project
187. ↑  Schulte & Wildt 2018, p. 21.
188. ↑  Molt 2007, p. 369.
189. 1 2  Wiederschein, Harald (21 de julho de 2015). «Mythos Waffen-SS: Von wegen "blonde Götter" - Hitlers Elitetruppen sind bis heute überschätzt» [Myth of the Waffen-SS: Because of the "blond gods" - Hitler's elite troops are still overrated]. Focus (em alemão). Consultado em 22 de setembro de 2018
190. ↑  Wienand 2015, p. 39.
191. ↑  Farmer, Sarah (1994). Oradour: Arrêt sur mémoire (em francês). Paris: Calmann-Lévy. pp. 30–34. ISBN 978-2-70212-316-4
192. ↑  Schulte, Jan Erik; Wildt, Michael (setembro de 2018). Die SS nach 1945: Entschuldungsnarrative, populäre Mythen, europäische Erinnerungsdiskurse [The post-1945 SS: Debt narratives, popular myths, European commemorative discourses] (PDF). Col: Berichte und Studien, Nr. 76 (em alemão). Göttingen: V&R unipress. pp. 57–74. Consultado em 22 de setembro de 2018 – via Humboldt University of Berlin
193. ↑  Binkowski, Rafael; Wiegrefe, Klaus (21 de outubro de 2011). «The Brown Bluff: How Waffen SS Veterans Exploited Postwar Politics». Der Spiegel. Consultado em 5 de agosto de 2019
194. ↑  «Germany struggles to stop Nazi war payment suspicions». The Local. 28 de fevereiro de 2019. Consultado em 5 de agosto de 2019
195. ↑  Axelrod, Toby (27 de março de 2019). «German Jewish leader urges cancellation of pension payments to former SS members». The Times of Israel. Consultado em 5 de agosto de 2019
196. ↑  McMahon, Barbara (22 de junho de 2005). «10 former Nazis convicted of Tuscan massacre». The Guardian. Consultado em 5 de agosto de 2019
197. ↑  «Probe into Nazi massacre at Sant'Anna di Stazzema, Italy, dropped». BBC News. 1 de outubro de 2012. Consultado em 5 de agosto de 2019
198. ↑  ECRI Report on Latvia (fourth monitoring cycle) (PDF) (Relatório). Council of Europe: European Commission Against Racism and Intolerance (ECRI). Fevereiro de 2012. p. 9. Todas as tentativas de homenagear pessoas que lutaram na Waffen-SS e colaboraram com os nazistas devem ser condenadas. Qualquer reunião ou marcha legitimando de qualquer forma o nazismo deve ser banida.
199. ↑  «Politicians condemn Russian Embassy criticism of tribute to WWII battle». Eesti Rahvusringhääling. 31 de julho de 2018. Consultado em 18 de dezembro de 2019
200. 1 2  Large 1987.
201. 1 2  Der Spiegel 2011.
202. ↑  Stein, George (1984) [1966]. The Waffen-SS: Hitler's Elite Guard at War 1939–1945. [S.l.]: Cornell University Press. ISBN 0-8014-9275-0. (pede registo (ajuda))
203. ↑  Sydnor, Charles W., Jr. (1973). «The History of the SS Totenkopfdivision and the Postwar Mythology of the Waffen SS». Cambridge University Press. Central European History. 6 (4): 255. doi:10.1017/S0008938900000960
204. 1 2  MacKenzie 1997, pp. 135–141.
205. ↑  Wilke 2011, pp. 398–399.
206. ↑  MacKenzie 1997, p. 137.
207. ↑  Picaper 2014.
208. ↑  Diehl 1993, p. 225.
209. ↑  Sydnor 1990, p. 319.
210. ↑  Parker 2014, p. 217.
211. ↑  Werther & Hurd 2014.
212. ↑  Levenda 2014, p. 167.
213. ↑  Diehl 1993, p. 236.
214. ↑  Large 1987, p. 111–112.
215. ↑  Wegner 1990, p. 1.
216. ↑  Smelser & Davies 2008, p. 135.